# Населённые пункты Тверской области в районах (от А до Й)
Населённые пункты Тверской области в районах (от А до Й).
Городские населённые пункты (города и посёлки городского типа) выделены оранжевым цветом).
Численность населения сельских населённых пунктов приведена по данным переписи населения 2010 года, численность населения городских населённых пунктов (городов и пгт) — по оценке на 1 января 2021 года.

## Бежецкий
| №   | Населённый пункт    | Тип          | Население |
| --- | ------------------- | ------------ | --------- |
| 1   | Абрамиха            | деревня      | 8         |
| 2   | Аксиньино           | деревня      | 0         |
| 3   | Алабузино           | село         | 28        |
| 4   | Алексеевское        | деревня      | 1         |
| 5   | Алексино            | деревня      | 0         |
| 6   | Андреевское         | деревня      | 6         |
| 7   | Андрейково          | деревня      | 25        |
| 8   | Анискино            | деревня      | 0         |
| 9   | Арефино             | деревня      | 5         |
| 10  | Аркадьево           | деревня      | 0         |
| 11  | Баляжиха            | деревня      | 11        |
| 12  | Бежецк              | город        | 21 466    |
| 13  | Бежицы              | деревня      | 6         |
| 14  | Белобородово        | деревня      | 0         |
| 15  | Белое               | село         | 29        |
| 16  | Беляево             | деревня      | 0         |
| 17  | Берег               | хутор        | 0         |
| 18  | Большая Бережа      | деревня      | 8         |
| 19  | Большая Каменка     | деревня      | 1         |
| 20  | Большая Косиха      | деревня      | 23        |
| 21  | Большое Баранково   | деревня      | 13        |
| 22  | Большой Бор         | деревня      | 1         |
| 23  | Большой Бор         | деревня      | 16        |
| 24  | Бонькино            | хутор        | 0         |
| 25  | Бор Бельский        | деревня      | 21        |
| 26  | Бор Еремеевский     | деревня      | 1         |
| 27  | Бор Михалевский     | деревня      | 1         |
| 28  | Бор Шкени           | деревня      | 34        |
| 29  | Борисково           | деревня      | 65        |
| 30  | Борки               | деревня      | 1         |
| 31  | Борки               | деревня      | 17        |
| 32  | Боркино             | деревня      | 128       |
| 33  | Бормино             | деревня      | 6         |
| 34  | Борок Сулежский     | деревня      | 394       |
| 35  | Бортники            | деревня      | 11        |
| 36  | Бортово             | деревня      | 1         |
| 37  | Буяново             | деревня      | 6         |
| 38  | Быково              | деревня      | 0         |
| 39  | Васильки            | деревня      | 1         |
| 40  | Васюково            | деревня      | 323       |
| 41  | Ватагино            | деревня      | 0         |
| 42  | Введенское          | деревня      | 76        |
| 43  | Великое Село        | деревня      | 12        |
| 44  | Вепрь               | деревня      | 19        |
| 45  | Вербежи             | деревня      | 10        |
| 46  | Веселуха            | деревня      | 0         |
| 47  | Викторово           | деревня      | 6         |
| 48  | Викторово           | ж.д. станция | 29        |
| 49  | Виловатик           | деревня      | 48        |
| 50  | Власьево            | деревня      | 1         |
| 51  | Власьево            | деревня      | 1         |
| 52  | Волково             | деревня      | 0         |
| 53  | Волшница            | деревня      | 1         |
| 54  | Воробьёво           | деревня      | 30        |
| 55  | Вороново            | деревня      | 0         |
| 56  | Воронья Нога        | деревня      | 32        |
| 57  | Ворылёво            | деревня      | 0         |
| 58  | Восново             | село         | 1         |
| 59  | Выдумерь            | деревня      | 22        |
| 60  | Высока              | деревня      | 32        |
| 61  | Высоково            | деревня      | 0         |
| 62  | Вьюгово             | деревня      | 1         |
| 63  | Георгиевское        | село         | 0         |
| 64  | Глебени             | деревня      | 18        |
| 65  | Глушихино           | деревня      | 1         |
| 66  | Голузиха            | деревня      | 0         |
| 67  | Голчань             | деревня      | 1         |
| 68  | Горка               | деревня      | 1         |
| 69  | Горка Юркинская     | деревня      | 49        |
| 70  | Горлово             | деревня      | 29        |
| 71  | Горни               | деревня      | 1         |
| 72  | Горны               | деревня      | 15        |
| 73  | Городищи            | деревня      | 342       |
| 74  | Городня             | деревня      | 1         |
| 75  | Городок             | деревня      | 0         |
| 76  | Градницы            | село         | 178       |
| 77  | Гряда               | деревня      | 1         |
| 78  | Губа                | деревня      | 1         |
| 79  | Гусарево            | деревня      | 6         |
| 80  | Давыдково           | деревня      | 0         |
| 81  | Давыдково           | деревня      | 9         |
| 82  | Давыдцево           | деревня      | 0         |
| 83  | Дамацкое            | деревня      | 11        |
| 84  | Демьянцево          | деревня      | 0         |
| 85  | Дмитраково          | деревня      | 1         |
| 86  | Дмитровка           | деревня      | 16        |
| 87  | Дорка Рикачева      | деревня      | 1         |
| 88  | Дорохово            | посёлок      | 831       |
| 89  | Дружный             | посёлок      | 17        |
| 90  | Дрюцково            | деревня      | 55        |
| 91  | Дуброва             | деревня      | 5         |
| 92  | Дуброва             | деревня      | 12        |
| 93  | Дубровка            | деревня      | 0         |
| 94  | Дубровка            | деревня      | 14        |
| 95  | Дуброво             | деревня      | 60        |
| 96  | Дуброво             | деревня      | 0         |
| 97  | Дудаково            | деревня      | 1         |
| 98  | Евково              | деревня      | 0         |
| 99  | Ежево               | деревня      | 9         |
| 100 | Ежево               | деревня      | 1         |
| 101 | Ежёво               | деревня      | 1         |
| 102 | Елизарово           | деревня      | 78        |
| 103 | Ельники             | деревня      | 1         |
| 104 | Ельцино             | деревня      | 0         |
| 105 | Еремеево            | деревня      | 14        |
| 106 | Ерогнеевка          | деревня      | 1         |
| 107 | Еськи               | село         | 99        |
| 108 | Жары                | деревня      | 1         |
| 109 | Желдыбино           | деревня      | 1         |
| 110 | Жизнейка            | деревня      | 1         |
| 111 | Жирки               | деревня      | 1         |
| 112 | Житищи              | деревня      | 278       |
| 113 | Жихино              | деревня      | 0         |
| 114 | Жохово              | деревня      | 24        |
| 115 | Забегаловка         | деревня      | 5         |
| 116 | Загородний          | посёлок      | 17        |
| 117 | Загорье             | деревня      | 8         |
| 118 | Задорье             | деревня      | 0         |
| 119 | Закрупье            | деревня      | 7         |
| 120 | Запрудье            | деревня      | 24        |
| 121 | Заречье             | деревня      | 1         |
| 122 | Заручье             | деревня      | 159       |
| 123 | Заручье             | деревня      | 0         |
| 124 | Заручье             | деревня      | 8         |
| 125 | Заручье             | деревня      | 0         |
| 126 | Захарино            | деревня      | 0         |
| 127 | Захаровка           | деревня      | 8         |
| 128 | Захарово            | деревня      | 35        |
| 129 | Збуж                | деревня      | 1         |
| 130 | Збуново             | деревня      | 78        |
| 131 | Зиновьево           | деревня      | 1         |
| 132 | Зобищи              | деревня      | 0         |
| 133 | Зобы                | деревня      | 404       |
| 134 | Иванисово           | деревня      | 1         |
| 135 | Иванищи             | деревня      | 5         |
| 136 | Иванково            | деревня      | 5         |
| 137 | Ивановское          | деревня      | 303       |
| 138 | Ивашково            | деревня      | 1         |
| 139 | Игнатово            | деревня      | 1         |
| 140 | Иевлево             | деревня      | 18        |
| 141 | Иевское             | деревня      | 1         |
| 142 | Икорниково          | деревня      | 54        |
| 143 | Ильицино            | деревня      | 20        |
| 144 | Исаево              | деревня      | 1         |
| 145 | Каблуково           | деревня      | 30        |
| 146 | Каликино            | деревня      | 8         |
| 147 | Карелово            | деревня      | 0         |
| 148 | Каурово             | деревня      | 0         |
| 149 | Кашинка             | деревня      | 6         |
| 150 | Киселкино           | деревня      | 1         |
| 151 | Клеймиха            | деревня      | 7         |
| 152 | Клетиково           | деревня      | 0         |
| 153 | Климотино           | деревня      | 23        |
| 154 | Княжево             | село         | 45        |
| 155 | Княжево             | деревня      | 9         |
| 156 | Княжиха             | село         | 82        |
| 157 | Ковезиха            | деревня      | 1         |
| 158 | Козлово             | деревня      | 11        |
| 159 | Колохово            | деревня      | 1         |
| 160 | Константинково      | деревня      | 12        |
| 161 | Константиново       | село         | 89        |
| 162 | Корино              | деревня      | 5         |
| 163 | Корницы             | деревня      | 1         |
| 164 | Косоногово          | деревня      | 1         |
| 165 | Костерино           | деревня      | 0         |
| 166 | Костюшино           | село         | 5         |
| 167 | Котляево            | деревня      | 1         |
| 168 | Кочевино            | деревня      | 1         |
| 169 | Красково            | деревня      | 0         |
| 170 | Красное Раменье     | деревня      | 0         |
| 171 | Красноселка         | деревня      | 8         |
| 172 | Красный Октябрь     | деревня      | 1         |
| 173 | Круглуша            | деревня      | 15        |
| 174 | Крупицы             | деревня      | 0         |
| 175 | Крупское            | деревня      | 1         |
| 176 | Крутец              | деревня      | 21        |
| 177 | Крутые              | деревня      | 0         |
| 178 | Куземкино           | деревня      | 0         |
| 179 | Кузнецово           | деревня      | 1         |
| 180 | Кулигино            | деревня      | 1         |
| 181 | Куликино            | деревня      | 1         |
| 182 | Кулишка             | деревня      | 1         |
| 183 | Кулово              | деревня      | 38        |
| 184 | Курганы             | деревня      | 7         |
| 185 | Кутани              | деревня      | 1         |
| 186 | Кучели              | деревня      | 1         |
| 187 | Кушалино            | деревня      | 8         |
| 188 | Лазарево            | деревня      | 5         |
| 189 | Лаптиха             | деревня      | 236       |
| 190 | Леоново             | деревня      | 6         |
| 191 | Липа                | деревня      | 0         |
| 192 | Лозьево             | село         | 14        |
| 193 | Ломы                | деревня      | 1         |
| 194 | Лопуськово          | деревня      | 11        |
| 195 | Лукино              | деревня      | 0         |
| 196 | Любини              | деревня      | 0         |
| 197 | Любодицы            | село         | 51        |
| 198 | Люткино             | деревня      | 6         |
| 199 | Лютницы             | деревня      | 0         |
| 200 | Лядины              | деревня      | 9         |
| 201 | Ляды                | деревня      | 192       |
| 202 | Ляхово              | деревня      | 0         |
| 203 | Малая Бережа        | деревня      | 6         |
| 204 | Малая Каменка       | деревня      | 5         |
| 205 | Малая Косиха        | деревня      | 1         |
| 206 | Малкирово           | деревня      | 0         |
| 207 | Малое Баранково     | деревня      | 20        |
| 208 | Малые Городищи      | деревня      | 29        |
| 209 | Малые Сиверицы      | деревня      | 1         |
| 210 | Малый Бор           | деревня      | 0         |
| 211 | Малый Бор           | деревня      | 17        |
| 212 | Малышево            | деревня      | 1         |
| 213 | Марково             | деревня      | 0         |
| 214 | Мартыново           | деревня      | 0         |
| 215 | Матьково            | деревня      | 0         |
| 216 | Медведка            | деревня      | 9         |
| 217 | Медвежье            | деревня      | 1         |
| 218 | Мешково             | деревня      | 0         |
| 219 | Миновское           | деревня      | 1         |
| 220 | Михайлова Гора      | деревня      | 150       |
| 221 | Михайлово           | деревня      | 32        |
| 222 | Михалево            | деревня      | 14        |
| 223 | Михалиха            | деревня      | 11        |
| 224 | Мичуриха            | деревня      | 1         |
| 225 | Мокрявицы           | деревня      | 5         |
| 226 | Молодка             | деревня      | 12        |
| 227 | Моркины Горы        | село         | 367       |
| 228 | Морозово            | деревня      | 241       |
| 229 | Мошнино             | деревня      | 0         |
| 230 | Мурзиха             | деревня      | 12        |
| 231 | Мышенки             | деревня      | 0         |
| 232 | Мясниково           | деревня      | 0         |
| 233 | Намесково           | село         | 0         |
| 234 | Неволиха            | деревня      | 1         |
| 235 | Нечаево             | деревня      | 0         |
| 236 | Нивы                | деревня      | 1         |
| 237 | Нивы                | деревня      | 0         |
| 238 | Никифорцево         | деревня      | 12        |
| 239 | Новая Деревня       | деревня      | 37        |
| 240 | Новая Слобода       | деревня      | 11        |
| 241 | Новгородское        | деревня      | 1         |
| 242 | Новиково            | деревня      | 39        |
| 243 | Новинка             | деревня      | 1         |
| 244 | Новинка             | деревня      | 0         |
| 245 | Новинка             | деревня      | 0         |
| 246 | Новинка             | деревня      | 16        |
| 247 | Новое Село          | село         | 8         |
| 248 | Новое Село          | деревня      | 8         |
| 249 | Новосёлка           | деревня      | 5         |
| 250 | Ночвино             | деревня      | 1         |
| 251 | Обенощи             | деревня      | 1         |
| 252 | Октябрь             | посёлок      | 0         |
| 253 | Опалево             | деревня      | 0         |
| 254 | Орлиха 2-я          | деревня      | 0         |
| 255 | Орлиха 3-я          | деревня      | 20        |
| 256 | Осипово             | деревня      | 1         |
| 257 | Осташково           | деревня      | 0         |
| 258 | Паршиха             | деревня      | 1         |
| 259 | Пезлево             | деревня      | 0         |
| 260 | Переузь             | деревня      | 15        |
| 261 | Пески               | деревня      | 0         |
| 262 | Пестиха             | деревня      | 702       |
| 263 | Петрово             | деревня      | 1         |
| 264 | Петропавловское     | деревня      | 10        |
| 265 | Пивково             | деревня      | 10        |
| 266 | Пирожково           | деревня      | 12        |
| 267 | Плотавец            | деревня      | 0         |
| 268 | Плотники            | деревня      | 201       |
| 269 | Победа              | деревня      | 1         |
| 270 | Погорелка           | деревня      | 23        |
| 271 | Подобино            | деревня      | 376       |
| 272 | Покрышкино          | деревня      | 1         |
| 273 | Польцо              | село         | 1         |
| 274 | Поляково            | деревня      | 0         |
| 275 | Поповка             | деревня      | 1         |
| 276 | Поповка             | деревня      | 0         |
| 277 | Попцово             | деревня      | 59        |
| 278 | Поречье             | село         | 226       |
| 279 | Посохово            | деревня      | 0         |
| 280 | Потесы              | деревня      | 122       |
| 281 | Поцеп               | деревня      | 0         |
| 282 | Починок             | деревня      | 0         |
| 283 | Починок             | деревня      | 5         |
| 284 | Присеки             | село         | 205       |
| 285 | Пробуждение         | деревня      | 13        |
| 286 | Прозорово           | деревня      | 1         |
| 287 | Просвещение         | деревня      | 0         |
| 288 | Пыли                | деревня      | 0         |
| 289 | Пятчино             | деревня      | 5         |
| 290 | Радостный           | посёлок      | 14        |
| 291 | Разморское          | деревня      | 1         |
| 292 | Раи                 | деревня      | 1         |
| 293 | Раменье             | деревня      | 16        |
| 294 | Раменье             | деревня      | 21        |
| 295 | Расловка            | деревня      | 0         |
| 296 | Расловково          | деревня      | 0         |
| 297 | Расловлево          | деревня      | 6         |
| 298 | Рекшино             | деревня      | 0         |
| 299 | Речки               | деревня      | 19        |
| 300 | Речки               | деревня      | 0         |
| 301 | Речки Воейковы      | деревня      | 5         |
| 302 | Речки Орловы        | деревня      | 1         |
| 303 | Рожанцово           | деревня      | 0         |
| 304 | Романцево           | деревня      | 11        |
| 305 | Ромачево            | деревня      | 0         |
| 306 | Ростовищи           | деревня      | 0         |
| 307 | Ругатино            | деревня      | 37        |
| 308 | Руйново             | деревня      | 0         |
| 309 | Рыбино              | деревня      | 0         |
| 310 | Рыкулино            | деревня      | 9         |
| 311 | Савельево           | деревня      | 9         |
| 312 | Сальниково          | деревня      | 0         |
| 313 | Саурово             | деревня      | 1         |
| 314 | Свобода             | деревня      | 5         |
| 315 | Сгубово             | деревня      | 12        |
| 316 | Седуха              | деревня      | 0         |
| 317 | Селезенево          | деревня      | 174       |
| 318 | Село Новое          | деревня      | 36        |
| 319 | Сельцо              | деревня      | 11        |
| 320 | Селятино            | деревня      | 16        |
| 321 | Семирадово          | деревня      | 0         |
| 322 | Семково             | деревня      | 11        |
| 323 | Сивцево             | деревня      | 20        |
| 324 | Сидорино            | деревня      | 6         |
| 325 | Сидорово            | деревня      | 13        |
| 326 | Симонково           | деревня      | 0         |
| 327 | Симонов Городок     | деревня      | 0         |
| 328 | Ситьково            | деревня      | 0         |
| 329 | Скородумка          | деревня      | 34        |
| 330 | Скорынево           | село         | 24        |
| 331 | Скрипки             | деревня      | 1         |
| 332 | Славково            | деревня      | 1         |
| 333 | Слатино             | деревня      | 0         |
| 334 | Сменово             | деревня      | 0         |
| 335 | Смердово            | деревня      | 1         |
| 336 | Сокольниково        | деревня      | 1         |
| 337 | Солнечный           | посёлок      | 21        |
| 338 | Спицино             | деревня      | 0         |
| 339 | Старово             | деревня      | 20        |
| 340 | Старово-Подгороднее | деревня      | 132       |
| 341 | Староселье          | деревня      | 6         |
| 342 | Старый Борок        | деревня      | 1         |
| 343 | Степаниха           | деревня      | 6         |
| 344 | Степаньково         | деревня      | 7         |
| 345 | Степышево           | деревня      | 5         |
| 346 | Стогово             | деревня      | 50        |
| 347 | Столбово            | деревня      | 1         |
| 348 | Стрижово            | деревня      | 6         |
| 349 | Сукромны            | село         | 488       |
| 350 | Сулега              | село         | 8         |
| 351 | Суховерхово         | деревня      | 7         |
| 352 | Сырцевка            | деревня      | 336       |
| 353 | Тарасовское         | деревня      | 1         |
| 354 | Твершино            | деревня      | 6         |
| 355 | Теблеши             | село         | 223       |
| 356 | Теребени            | деревня      | 0         |
| 357 | Толстиково          | деревня      | 5         |
| 358 | Толстокосово        | деревня      | 1         |
| 359 | Трофимцево          | деревня      | 69        |
| 360 | Узмень              | деревня      | 0         |
| 361 | Узуниха             | деревня      | 16        |
| 362 | Узуново             | деревня      | 15        |
| 363 | Ульянова Гора       | деревня      | 18        |
| 364 | Успенье             | деревня      | 10        |
| 365 | Ушаково             | деревня      | 0         |
| 366 | Федорино            | деревня      | 38        |
| 367 | Федорово Село       | деревня      | 1         |
| 368 | Федорцево           | деревня      | 0         |
| 369 | Федяево             | деревня      | 0         |
| 370 | Фешево              | село         | 1         |
| 371 | Филиппиха           | деревня      | 57        |
| 372 | Филиппково          | деревня      | 182       |
| 373 | Фралёво             | деревня      | 287       |
| 374 | Хмелицы             | деревня      | 1         |
| 375 | Хозницы             | деревня      | 40        |
| 376 | Холмцы Нееловские   | деревня      | 1         |
| 377 | Холмцы Яблоновские  | деревня      | 6         |
| 378 | Хорошево            | деревня      | 24        |
| 379 | Хорькино            | деревня      | 0         |
| 380 | Черемушки           | деревня      | 9         |
| 381 | Чижово              | село         | 77        |
| 382 | Чирцово             | деревня      | 0         |
| 383 | Чубарка             | деревня      | 13        |
| 384 | Чудинково           | деревня      | 29        |
| 385 | Чулкино             | деревня      | 0         |
| 386 | Чурилково           | деревня      | 24        |
| 387 | Шалиха              | деревня      | 17        |
| 388 | Шачево              | деревня      | 0         |
| 389 | Шелбодино           | деревня      | 8         |
| 390 | Шепелево            | деревня      | 1         |
| 391 | Шишково             | посёлок      | 17        |
| 392 | Шишково-Дуброво     | деревня      | 89        |
| 393 | Шульгино            | деревня      | 102       |
| 394 | Щадрениха           | деревня      | 12        |
| 395 | Щитяково            | деревня      | 0         |
| 396 | Юркино              | деревня      | 69        |
| 397 | Юркино              | деревня      | 0         |
| 398 | Юрьевское           | деревня      | 1         |
| 399 | Яблонное            | деревня      | 38        |
| 400 | Ягренево            | деревня      | 6         |
| 401 | Языково             | деревня      | 1         |

## Бельский
| №   | Населённый пункт | Тип     | Население                                                                                  |
| --- | ---------------- | ------- | ------------------------------------------------------------------------------------------ |
| 1   | Азарово          | деревня | 5                                                                                          |
| 2   | Алферово         | деревня | 0                                                                                          |
| 3   | Альшаники        | деревня | 54                                                                                         |
| 4   | Антипино         | деревня | 13                                                                                         |
| 5   | Афонино          | деревня | 6                                                                                          |
| 6   | Белый            | город   | 3125                                                                                       |
| 7   | Бокачево         | деревня | 147                                                                                        |
| 8   | Большое Макарово | деревня | 0                                                                                          |
| 9   | Бор              | деревня | 0                                                                                          |
| 10  | Борки            | деревня | 0                                                                                          |
| 11  | Борок            | деревня | 1                                                                                          |
| 12  | Боярщина         | деревня | 1                                                                                          |
| 13  | Бражники         | деревня | 0                                                                                          |
| 14  | Будино           | деревня | 320                                                                                        |
| 15  | Булыгино         | деревня | 1                                                                                          |
| 16  | Быково           | деревня | 0                                                                                          |
| 17  | Васнево          | деревня | 28                                                                                         |
| 18  | Верховье         | деревня | 178                                                                                        |
| 19  | Влазнево         | деревня | 1                                                                                          |
| 20  | Глушаково        | деревня | 0                                                                                          |
| 21  | Городна 1        | деревня | 1                                                                                          |
| 22  | Городна 2        | деревня | 1                                                                                          |
| 23  | Гредякино        | деревня | 0                                                                                          |
| 24  | Грибаново        | деревня | 161                                                                                        |
| 25  | Грибово          | деревня | 0                                                                                          |
| 26  | Давыдково        | деревня | 9                                                                                          |
| 27  | Дворище          | деревня | 9                                                                                          |
| 28  | Демидки          | деревня | 1                                                                                          |
| 29  | Демяхи           | деревня | 168                                                                                        |
| 30  | Дубки            | деревня | 1                                                                                          |
| 31  | Дубровка         | деревня | 0                                                                                          |
| 32  | Дуброво 1        | деревня | 15                                                                                         |
| 33  | Дуброво 2        | деревня | 0                                                                                          |
| 34  | Дунаево          | деревня | 23                                                                                         |
| 35  | Егорье           | деревня | 69                                                                                         |
| 36  | Емельяново       | деревня | 0                                                                                          |
| 37  | Ефимлево         | деревня | 0                                                                                          |
| 38  | Заболотье        | деревня | 0                                                                                          |
| 39  | Заболотье        | деревня | 0                                                                                          |
| 40  | Зайково          | деревня | 0                                                                                          |
| 41  | Заньково         | деревня | 1                                                                                          |
| 42  | Ивановка         | деревня | 0                                                                                          |
| 43  | Иванченки        | деревня | 0                                                                                          |
| 44  | Ивашкино         | деревня | 0                                                                                          |
| 45  | Ивашково         | деревня | 7                                                                                          |
| 46  | Истратово        | деревня |                                                                                            |
| 47  | Кавельщино       | село    | 384                                                                                        |
| 48  | Клемятино        | деревня | 29                                                                                         |
| 49  | Князево          | деревня | 0                                                                                          |
| 50  | Комары           | деревня | 196                                                                                        |
| 51  | Конново          | деревня | 9                                                                                          |
| 52  | Корнево          | деревня | 0                                                                                          |
| 53  | Коровино         | деревня | 1                                                                                          |
| 54  | Корчежино        | деревня | 0                                                                                          |
| 55  | Косилово         | деревня | 0                                                                                          |
| 56  | Котово           | деревня | 0                                                                                          |
| 57  | Кошкино          | деревня | 0                                                                                          |
| 58  | Кузьмино         | деревня | 0                                                                                          |
| 59  | Куракино         | деревня | 0                                                                                          |
| 60  | Куракинский      | посёлок | 45                                                                                         |
| 61  | Лапково          | деревня | 0                                                                                          |
| 62  | Лейкино          | деревня | 0                                                                                          |
| 63  | Леоново          | деревня | 0                                                                                          |
| 64  | Лесозавод        | посёлок | 0                                                                                          |
| 65  | Ломоносово       | деревня | 0                                                                                          |
| 66  | Лосьмино         | деревня | 11                                                                                         |
| 67  | Лосьмянка        | деревня | 14                                                                                         |
| 68  | Лубенькино       | деревня | 0                                                                                          |
| 69  | Лукино           | деревня | 8                                                                                          |
| 70  | Макарово         | деревня | 0                                                                                          |
| 71  | Максимовка       | деревня | 14                                                                                         |
| 72  | Малое Макарово   | деревня | 0                                                                                          |
| 73  | Марьино          | деревня | 0                                                                                          |
| 74  | Медведево        | деревня | 10                                                                                         |
| 75  | Митьково         | деревня | 0                                                                                          |
| 76  | Михалево         | деревня | 1                                                                                          |
| 77  | Мокрый Луг       | деревня | 0                                                                                          |
| 78  | Моржово          | деревня | 1                                                                                          |
| 79  | Морозово         | деревня | 20                                                                                         |
| 80  | Муравьево        | деревня | 1                                                                                          |
| 81  | Нестерово        | деревня | 99                                                                                         |
| 82  | Никольщина       | деревня | 0                                                                                          |
| 83  | Новгородово      | деревня | 14                                                                                         |
| 84  | Новое Бохово     | деревня | 12                                                                                         |
| 85  | Обухово          | деревня | 9                                                                                          |
| 86  | Околица          | деревня | 11                                                                                         |
| 87  | Околица 1-я      | деревня | 0                                                                                          |
| 88  | Паново           | деревня | 5                                                                                          |
| 89  | Пески            | деревня | 0                                                                                          |
| 90  | Петелино         | деревня | 11                                                                                         |
| 91  | Петрово          | деревня | 1                                                                                          |
| 92  | Петрушино        | деревня | 0                                                                                          |
| 93  | Петрушино        | деревня | 1                                                                                          |
| 94  | Плоское          | деревня | 0                                                                                          |
| 95  | Подвойское       | деревня | 32                                                                                         |
| 96  | Понизовье        | деревня | 40                                                                                         |
| 97  | Поповка          | деревня | 1                                                                                          |
| 98  | Поповский        | посёлок | 10                                                                                         |
| 99  | Похомино         | деревня | Получено слишком много сущностей из Викиданные. Количество загруженных сущностей: 500/500. |
| 100 | Пригородный      | посёлок | Получено слишком много сущностей из Викиданные. Количество загруженных сущностей: 500/500. |
| 101 | Прудня           | деревня | Получено слишком много сущностей из Викиданные. Количество загруженных сущностей: 500/500. |
| 102 | Прусово          | деревня | Получено слишком много сущностей из Викиданные. Количество загруженных сущностей: 500/500. |
| 103 | Пышково          | деревня | Получено слишком много сущностей из Викиданные. Количество загруженных сущностей: 500/500. |
| 104 | Пящино           | деревня | Получено слишком много сущностей из Викиданные. Количество загруженных сущностей: 500/500. |
| 105 | Реханово         | деревня | Получено слишком много сущностей из Викиданные. Количество загруженных сущностей: 500/500. |
| 106 | Рожино           | деревня | Получено слишком много сущностей из Викиданные. Количество загруженных сущностей: 500/500. |
| 107 | Рыделово         | деревня | Получено слишком много сущностей из Викиданные. Количество загруженных сущностей: 500/500. |
| 108 | Рыжково          | деревня | Получено слишком много сущностей из Викиданные. Количество загруженных сущностей: 500/500. |
| 109 | Рыжово           | деревня | Получено слишком много сущностей из Викиданные. Количество загруженных сущностей: 500/500. |
| 110 | Самаки           | деревня | Получено слишком много сущностей из Викиданные. Количество загруженных сущностей: 500/500. |
| 111 | Самсоновка       | деревня | Получено слишком много сущностей из Викиданные. Количество загруженных сущностей: 500/500. |
| 112 | Сапрыкино        | деревня | Получено слишком много сущностей из Викиданные. Количество загруженных сущностей: 500/500. |
| 113 | Сверкуны         | деревня | Получено слишком много сущностей из Викиданные. Количество загруженных сущностей: 500/500. |
| 114 | Симоны           | деревня | Получено слишком много сущностей из Викиданные. Количество загруженных сущностей: 500/500. |
| 115 | Скерино          | деревня | Получено слишком много сущностей из Викиданные. Количество загруженных сущностей: 500/500. |
| 116 | Сметанино        | деревня | Получено слишком много сущностей из Викиданные. Количество загруженных сущностей: 500/500. |
| 117 | Смольяны         | деревня | Получено слишком много сущностей из Викиданные. Количество загруженных сущностей: 500/500. |
| 118 | Сопоть           | деревня | Получено слишком много сущностей из Викиданные. Количество загруженных сущностей: 500/500. |
| 119 | Спасс            | деревня | Получено слишком много сущностей из Викиданные. Количество загруженных сущностей: 500/500. |
| 120 | Старое Бохово    | деревня | Получено слишком много сущностей из Викиданные. Количество загруженных сущностей: 500/500. |
| 121 | Старское         | деревня | Получено слишком много сущностей из Викиданные. Количество загруженных сущностей: 500/500. |
| 122 | Стромово         | деревня | Получено слишком много сущностей из Викиданные. Количество загруженных сущностей: 500/500. |
| 123 | Струево          | деревня | Получено слишком много сущностей из Викиданные. Количество загруженных сущностей: 500/500. |
| 124 | Сухинино         | деревня | Получено слишком много сущностей из Викиданные. Количество загруженных сущностей: 500/500. |
| 125 | Тараканово       | деревня | Получено слишком много сущностей из Викиданные. Количество загруженных сущностей: 500/500. |
| 126 | Терехово         | деревня | Получено слишком много сущностей из Викиданные. Количество загруженных сущностей: 500/500. |
| 127 | Толстики         | деревня | Получено слишком много сущностей из Викиданные. Количество загруженных сущностей: 500/500. |
| 128 | Точилино 2-е     | деревня | Получено слишком много сущностей из Викиданные. Количество загруженных сущностей: 500/500. |
| 129 | Филино           | деревня | Получено слишком много сущностей из Викиданные. Количество загруженных сущностей: 500/500. |
| 130 | Филюкино         | деревня | Получено слишком много сущностей из Викиданные. Количество загруженных сущностей: 500/500. |
| 131 | Фролово          | деревня | Получено слишком много сущностей из Викиданные. Количество загруженных сущностей: 500/500. |
| 132 | Цыганы           | деревня | Получено слишком много сущностей из Викиданные. Количество загруженных сущностей: 500/500. |
| 133 | Черепы 2-е       | деревня | Получено слишком много сущностей из Викиданные. Количество загруженных сущностей: 500/500. |
| 134 | Чичаты           | деревня | Получено слишком много сущностей из Викиданные. Количество загруженных сущностей: 500/500. |
| 135 | Шайтровщина      | деревня | Получено слишком много сущностей из Викиданные. Количество загруженных сущностей: 500/500. |
| 136 | Шапково          | деревня | Получено слишком много сущностей из Викиданные. Количество загруженных сущностей: 500/500. |
| 137 | Шимаково         | деревня | Получено слишком много сущностей из Викиданные. Количество загруженных сущностей: 500/500. |
| 138 | Шишкино          | деревня | Получено слишком много сущностей из Викиданные. Количество загруженных сущностей: 500/500. |
| 139 | Шкутки           | деревня | Получено слишком много сущностей из Викиданные. Количество загруженных сущностей: 500/500. |
| 140 | Шлейно           | деревня | Получено слишком много сущностей из Викиданные. Количество загруженных сущностей: 500/500. |
| 141 | Шпекино          | деревня | Получено слишком много сущностей из Викиданные. Количество загруженных сущностей: 500/500. |

## Бологовский
| №   | Населённый пункт      | Тип              | Население                                                                                  |
| --- | --------------------- | ---------------- | ------------------------------------------------------------------------------------------ |
| 1   | Алатовщина            | деревня          | Получено слишком много сущностей из Викиданные. Количество загруженных сущностей: 500/500. |
| 2   | Алёшинка              | ж.д. станция     | Получено слишком много сущностей из Викиданные. Количество загруженных сущностей: 500/500. |
| 3   | Анисимово             | деревня          | Получено слишком много сущностей из Викиданные. Количество загруженных сущностей: 500/500. |
| 4   | Апаничено             | деревня          | Получено слишком много сущностей из Викиданные. Количество загруженных сущностей: 500/500. |
| 5   | Бабошино              | деревня          | Получено слишком много сущностей из Викиданные. Количество загруженных сущностей: 500/500. |
| 6   | Базарово              | деревня          | Получено слишком много сущностей из Викиданные. Количество загруженных сущностей: 500/500. |
| 7   | Балакирево            | деревня          | Получено слишком много сущностей из Викиданные. Количество загруженных сущностей: 500/500. |
| 8   | Беленец               | деревня          | Получено слишком много сущностей из Викиданные. Количество загруженных сущностей: 500/500. |
| 9   | Бели                  | деревня          | Получено слишком много сущностей из Викиданные. Количество загруженных сущностей: 500/500. |
| 10  | Березайка             | посёлок          | Получено слишком много сущностей из Викиданные. Количество загруженных сущностей: 500/500. |
| 11  | Берёзовский Рядок     | село             | Получено слишком много сущностей из Викиданные. Количество загруженных сущностей: 500/500. |
| 12  | Бехово                | деревня          | Получено слишком много сущностей из Викиданные. Количество загруженных сущностей: 500/500. |
| 13  | Бологое               | город            | Получено слишком много сущностей из Викиданные. Количество загруженных сущностей: 500/500. |
| 14  | Большая Горнешница    | деревня          | Получено слишком много сущностей из Викиданные. Количество загруженных сущностей: 500/500. |
| 15  | Большое Клещино       | деревня          | Получено слишком много сущностей из Викиданные. Количество загруженных сущностей: 500/500. |
| 16  | Большое Лошаково      | деревня          | Получено слишком много сущностей из Викиданные. Количество загруженных сущностей: 500/500. |
| 17  | Бор                   | деревня          | Получено слишком много сущностей из Викиданные. Количество загруженных сущностей: 500/500. |
| 18  | Борок                 | деревня          | Получено слишком много сущностей из Викиданные. Количество загруженных сущностей: 500/500. |
| 19  | Бочановка             | деревня          | Получено слишком много сущностей из Викиданные. Количество загруженных сущностей: 500/500. |
| 20  | Будущее               | деревня          | Получено слишком много сущностей из Викиданные. Количество загруженных сущностей: 500/500. |
| 21  | Булдаково             | деревня          | Получено слишком много сущностей из Викиданные. Количество загруженных сущностей: 500/500. |
| 22  | Бухалово              | деревня          | Получено слишком много сущностей из Викиданные. Количество загруженных сущностей: 500/500. |
| 23  | Бушевец               | деревня          | Получено слишком много сущностей из Викиданные. Количество загруженных сущностей: 500/500. |
| 24  | Васильево             | деревня          | Получено слишком много сущностей из Викиданные. Количество загруженных сущностей: 500/500. |
| 25  | Великуши              | деревня          | Получено слишком много сущностей из Викиданные. Количество загруженных сущностей: 500/500. |
| 26  | Велье                 | деревня          | Получено слишком много сущностей из Викиданные. Количество загруженных сущностей: 500/500. |
| 27  | Волково               | деревня          | Получено слишком много сущностей из Викиданные. Количество загруженных сущностей: 500/500. |
| 28  | Вольное Раменье       | деревня          | Получено слишком много сущностей из Викиданные. Количество загруженных сущностей: 500/500. |
| 29  | Выползово             | посёлок          | Получено слишком много сущностей из Викиданные. Количество загруженных сущностей: 500/500. |
| 30  | Ганево                | деревня          | Получено слишком много сущностей из Викиданные. Количество загруженных сущностей: 500/500. |
| 31  | Гарусово              | деревня          | Получено слишком много сущностей из Викиданные. Количество загруженных сущностей: 500/500. |
| 32  | Глубокое              | деревня          | Получено слишком много сущностей из Викиданные. Количество загруженных сущностей: 500/500. |
| 33  | Гоголево              | деревня          | Получено слишком много сущностей из Викиданные. Количество загруженных сущностей: 500/500. |
| 34  | Головково             | деревня          | Получено слишком много сущностей из Викиданные. Количество загруженных сущностей: 500/500. |
| 35  | Горка                 | деревня          | Получено слишком много сущностей из Викиданные. Количество загруженных сущностей: 500/500. |
| 36  | Горка                 | деревня          | Получено слишком много сущностей из Викиданные. Количество загруженных сущностей: 500/500. |
| 37  | Городок               | деревня          | Получено слишком много сущностей из Викиданные. Количество загруженных сущностей: 500/500. |
| 38  | Городок               | деревня          | Получено слишком много сущностей из Викиданные. Количество загруженных сущностей: 500/500. |
| 39  | Грязны                | деревня          | Получено слишком много сущностей из Викиданные. Количество загруженных сущностей: 500/500. |
| 40  | Гузятино              | деревня          | Получено слишком много сущностей из Викиданные. Количество загруженных сущностей: 500/500. |
| 41  | Гузятино              | посёлок          | Получено слишком много сущностей из Викиданные. Количество загруженных сущностей: 500/500. |
| 42  | Дачный                | посёлок          | Получено слишком много сущностей из Викиданные. Количество загруженных сущностей: 500/500. |
| 43  | Денисова Горка        | деревня          | Получено слишком много сущностей из Викиданные. Количество загруженных сущностей: 500/500. |
| 44  | Дмитровка             | деревня          | Получено слишком много сущностей из Викиданные. Количество загруженных сущностей: 500/500. |
| 45  | Дубровка              | деревня          | Получено слишком много сущностей из Викиданные. Количество загруженных сущностей: 500/500. |
| 46  | Дудино                | деревня          | Получено слишком много сущностей из Викиданные. Количество загруженных сущностей: 500/500. |
| 47  | Дуплево               | деревня          | Получено слишком много сущностей из Викиданные. Количество загруженных сущностей: 500/500. |
| 48  | Жуково                | деревня          | Получено слишком много сущностей из Викиданные. Количество загруженных сущностей: 500/500. |
| 49  | Забелье               | деревня          | Получено слишком много сущностей из Викиданные. Количество загруженных сущностей: 500/500. |
| 50  | Заборки               | деревня          | Получено слишком много сущностей из Викиданные. Количество загруженных сущностей: 500/500. |
| 51  | Заключье              | деревня          | Получено слишком много сущностей из Викиданные. Количество загруженных сущностей: 500/500. |
| 52  | Заозерье              | деревня          | Получено слишком много сущностей из Викиданные. Количество загруженных сущностей: 500/500. |
| 53  | Заостровье            | деревня          | Получено слишком много сущностей из Викиданные. Количество загруженных сущностей: 500/500. |
| 54  | Захарино              | деревня          | Получено слишком много сущностей из Викиданные. Количество загруженных сущностей: 500/500. |
| 55  | Избоищи               | деревня          | Получено слишком много сущностей из Викиданные. Количество загруженных сущностей: 500/500. |
| 56  | Ильмовицы             | деревня          | Получено слишком много сущностей из Викиданные. Количество загруженных сущностей: 500/500. |
| 57  | Ильятино              | село             | Получено слишком много сущностей из Викиданные. Количество загруженных сущностей: 500/500. |
| 58  | Исаковское            | деревня          | Получено слишком много сущностей из Викиданные. Количество загруженных сущностей: 500/500. |
| 59  | Казанское             | деревня          | Получено слишком много сущностей из Викиданные. Количество загруженных сущностей: 500/500. |
| 60  | Калиновка             | деревня          | Получено слишком много сущностей из Викиданные. Количество загруженных сущностей: 500/500. |
| 61  | Камыши                | деревня          | Получено слишком много сущностей из Викиданные. Количество загруженных сущностей: 500/500. |
| 62  | Кафтино               | посёлок          | Получено слишком много сущностей из Викиданные. Количество загруженных сущностей: 500/500. |
| 63  | Кафтинский Городок    | деревня          | Получено слишком много сущностей из Викиданные. Количество загруженных сущностей: 500/500. |
| 64  | Кемцы                 | село             | Получено слишком много сущностей из Викиданные. Количество загруженных сущностей: 500/500. |
| 65  | Кононково             | деревня          | Получено слишком много сущностей из Викиданные. Количество загруженных сущностей: 500/500. |
| 66  | Корпино               | деревня          | Получено слишком много сущностей из Викиданные. Количество загруженных сущностей: 500/500. |
| 67  | Корхово               | деревня          | Получено слишком много сущностей из Викиданные. Количество загруженных сущностей: 500/500. |
| 68  | Корыхново             | деревня          | Получено слишком много сущностей из Викиданные. Количество загруженных сущностей: 500/500. |
| 69  | Косино                | деревня          | Получено слишком много сущностей из Викиданные. Количество загруженных сущностей: 500/500. |
| 70  | Котлованово           | деревня          | Получено слишком много сущностей из Викиданные. Количество загруженных сущностей: 500/500. |
| 71  | Котово                | населённый пункт | Получено слишком много сущностей из Викиданные. Количество загруженных сущностей: 500/500. |
| 72  | Красное Раменье       | деревня          | Получено слишком много сущностей из Викиданные. Количество загруженных сущностей: 500/500. |
| 73  | Крутец                | деревня          | Получено слишком много сущностей из Викиданные. Количество загруженных сущностей: 500/500. |
| 74  | Куженкино             | пгт              | Получено слишком много сущностей из Викиданные. Количество загруженных сущностей: 500/500. |
| 75  | Куженкино             | село             | Получено слишком много сущностей из Викиданные. Количество загруженных сущностей: 500/500. |
| 76  | Кузнецово             | деревня          | Получено слишком много сущностей из Викиданные. Количество загруженных сущностей: 500/500. |
| 77  | Кулигино              | деревня          | Получено слишком много сущностей из Викиданные. Количество загруженных сущностей: 500/500. |
| 78  | Куликово              | деревня          | Получено слишком много сущностей из Викиданные. Количество загруженных сущностей: 500/500. |
| 79  | Леоново-Городок       | деревня          | Получено слишком много сущностей из Викиданные. Количество загруженных сущностей: 500/500. |
| 80  | Лесной Кордон         | населённый пункт | Получено слишком много сущностей из Викиданные. Количество загруженных сущностей: 500/500. |
| 81  | Лесной Кордон 14 км   | населённый пункт | Получено слишком много сущностей из Викиданные. Количество загруженных сущностей: 500/500. |
| 82  | Линево                | деревня          | Получено слишком много сущностей из Викиданные. Количество загруженных сущностей: 500/500. |
| 83  | Липно                 | деревня          | Получено слишком много сущностей из Викиданные. Количество загруженных сущностей: 500/500. |
| 84  | Липское               | деревня          | Получено слишком много сущностей из Викиданные. Количество загруженных сущностей: 500/500. |
| 85  | Ловница               | деревня          | Получено слишком много сущностей из Викиданные. Количество загруженных сущностей: 500/500. |
| 86  | Логиново              | деревня          | Получено слишком много сущностей из Викиданные. Количество загруженных сущностей: 500/500. |
| 87  | Лопатино              | деревня          | Получено слишком много сущностей из Викиданные. Количество загруженных сущностей: 500/500. |
| 88  | Лутково               | деревня          | Получено слишком много сущностей из Викиданные. Количество загруженных сущностей: 500/500. |
| 89  | Лыкошино              | деревня          | Получено слишком много сущностей из Викиданные. Количество загруженных сущностей: 500/500. |
| 90  | Лыкошино              | посёлок          | Получено слишком много сущностей из Викиданные. Количество загруженных сущностей: 500/500. |
| 91  | Львово                | деревня          | Получено слишком много сущностей из Викиданные. Количество загруженных сущностей: 500/500. |
| 92  | Любец                 | деревня          | Получено слишком много сущностей из Викиданные. Количество загруженных сущностей: 500/500. |
| 93  | Любитово              | деревня          | Получено слишком много сущностей из Викиданные. Количество загруженных сущностей: 500/500. |
| 94  | Макарово              | деревня          | Получено слишком много сущностей из Викиданные. Количество загруженных сущностей: 500/500. |
| 95  | Малое Лошаково        | деревня          | Получено слишком много сущностей из Викиданные. Количество загруженных сущностей: 500/500. |
| 96  | Мартыново             | деревня          | Получено слишком много сущностей из Викиданные. Количество загруженных сущностей: 500/500. |
| 97  | Медведево             | деревня          | Получено слишком много сущностей из Викиданные. Количество загруженных сущностей: 500/500. |
| 98  | Межозерье             | деревня          | Получено слишком много сущностей из Викиданные. Количество загруженных сущностей: 500/500. |
| 99  | Межутоки              | деревня          | Получено слишком много сущностей из Викиданные. Количество загруженных сущностей: 500/500. |
| 100 | Михайловское          | деревня          | Получено слишком много сущностей из Викиданные. Количество загруженных сущностей: 500/500. |
| 101 | Михайловское          | деревня          | Получено слишком много сущностей из Викиданные. Количество загруженных сущностей: 500/500. |
| 102 | Мишнево               | деревня          | Получено слишком много сущностей из Викиданные. Количество загруженных сущностей: 500/500. |
| 103 | Молчаново             | деревня          | Получено слишком много сущностей из Викиданные. Количество загруженных сущностей: 500/500. |
| 104 | Мшенцы                | деревня          | Получено слишком много сущностей из Викиданные. Количество загруженных сущностей: 500/500. |
| 105 | Нарачино              | деревня          | Получено слишком много сущностей из Викиданные. Количество загруженных сущностей: 500/500. |
| 106 | Нарачино              | ж.д. станция     | Получено слишком много сущностей из Викиданные. Количество загруженных сущностей: 500/500. |
| 107 | Никитеревец           | деревня          | Получено слишком много сущностей из Викиданные. Количество загруженных сущностей: 500/500. |
| 108 | Николаевское-Жальники | деревня          | Получено слишком много сущностей из Викиданные. Количество загруженных сущностей: 500/500. |
| 109 | Новосадовая           | деревня          | Получено слишком много сущностей из Викиданные. Количество загруженных сущностей: 500/500. |
| 110 | Новый Березай         | деревня          | Получено слишком много сущностей из Викиданные. Количество загруженных сущностей: 500/500. |
| 111 | Озеревичи             | деревня          | Получено слишком много сущностей из Викиданные. Количество загруженных сущностей: 500/500. |
| 112 | Олешево               | деревня          | Получено слишком много сущностей из Викиданные. Количество загруженных сущностей: 500/500. |
| 113 | Острые Клетки         | деревня          | Получено слишком много сущностей из Викиданные. Количество загруженных сущностей: 500/500. |
| 114 | Отдыхалово            | деревня          | Получено слишком много сущностей из Викиданные. Количество загруженных сущностей: 500/500. |
| 115 | Павлушкино            | деревня          | Получено слишком много сущностей из Викиданные. Количество загруженных сущностей: 500/500. |
| 116 | Пальцево              | деревня          | Получено слишком много сущностей из Викиданные. Количество загруженных сущностей: 500/500. |
| 117 | Пахотино              | деревня          | Получено слишком много сущностей из Викиданные. Количество загруженных сущностей: 500/500. |
| 118 | Пищалино              | деревня          | Получено слишком много сущностей из Викиданные. Количество загруженных сущностей: 500/500. |
| 119 | Платищенка            | ж.д. станция     | Получено слишком много сущностей из Викиданные. Количество загруженных сущностей: 500/500. |
| 120 | Погарино              | деревня          | Получено слишком много сущностей из Викиданные. Количество загруженных сущностей: 500/500. |
| 121 | Поддубье              | деревня          | Получено слишком много сущностей из Викиданные. Количество загруженных сущностей: 500/500. |
| 122 | Поддубье              | деревня          | Получено слишком много сущностей из Викиданные. Количество загруженных сущностей: 500/500. |
| 123 | Подмошье              | деревня          | Получено слишком много сущностей из Викиданные. Количество загруженных сущностей: 500/500. |
| 124 | Поплавенец            | ж.д. станция     | Получено слишком много сущностей из Викиданные. Количество загруженных сущностей: 500/500. |
| 125 | Поречье               | деревня          | Получено слишком много сущностей из Викиданные. Количество загруженных сущностей: 500/500. |
| 126 | Порожки               | деревня          | Получено слишком много сущностей из Викиданные. Количество загруженных сущностей: 500/500. |
| 127 | Проказово             | деревня          | Получено слишком много сущностей из Викиданные. Количество загруженных сущностей: 500/500. |
| 128 | Ригодищи              | деревня          | Получено слишком много сущностей из Викиданные. Количество загруженных сущностей: 500/500. |
| 129 | Рудаково              | деревня          | Получено слишком много сущностей из Викиданные. Количество загруженных сущностей: 500/500. |
| 130 | Рютино                | деревня          | Получено слишком много сущностей из Викиданные. Количество загруженных сущностей: 500/500. |
| 131 | Савино                | деревня          | Получено слишком много сущностей из Викиданные. Количество загруженных сущностей: 500/500. |
| 132 | Савино                | деревня          | Получено слишком много сущностей из Викиданные. Количество загруженных сущностей: 500/500. |
| 133 | Сеглино               | деревня          | Получено слишком много сущностей из Викиданные. Количество загруженных сущностей: 500/500. |
| 134 | Селилово              | деревня          | Получено слишком много сущностей из Викиданные. Количество загруженных сущностей: 500/500. |
| 135 | Сергеево              | хутор            | Получено слишком много сущностей из Викиданные. Количество загруженных сущностей: 500/500. |
| 136 | Сифонтово             | деревня          | Получено слишком много сущностей из Викиданные. Количество загруженных сущностей: 500/500. |
| 137 | Скробово              | деревня          | Получено слишком много сущностей из Викиданные. Количество загруженных сущностей: 500/500. |
| 138 | Солнечный             | посёлок          | Получено слишком много сущностей из Викиданные. Количество загруженных сущностей: 500/500. |
| 139 | Сопки                 | деревня          | Получено слишком много сущностей из Викиданные. Количество загруженных сущностей: 500/500. |
| 140 | Сорочины              | деревня          | Получено слишком много сущностей из Викиданные. Количество загруженных сущностей: 500/500. |
| 141 | Старое                | деревня          | Получено слишком много сущностей из Викиданные. Количество загруженных сущностей: 500/500. |
| 142 | Старый Березай        | деревня          | Получено слишком много сущностей из Викиданные. Количество загруженных сущностей: 500/500. |
| 143 | Тимково               | деревня          | Получено слишком много сущностей из Викиданные. Количество загруженных сущностей: 500/500. |
| 144 | Токарево              | деревня          | Получено слишком много сущностей из Викиданные. Количество загруженных сущностей: 500/500. |
| 145 | Тресно                | деревня          | Получено слишком много сущностей из Викиданные. Количество загруженных сущностей: 500/500. |
| 146 | Трубичино             | деревня          | Получено слишком много сущностей из Викиданные. Количество загруженных сущностей: 500/500. |
| 147 | Тугановичи            | деревня          | Получено слишком много сущностей из Викиданные. Количество загруженных сущностей: 500/500. |
| 148 | Турны                 | деревня          | Получено слишком много сущностей из Викиданные. Количество загруженных сущностей: 500/500. |
| 149 | Угрево                | деревня          | Получено слишком много сущностей из Викиданные. Количество загруженных сущностей: 500/500. |
| 150 | Устье                 | деревня          | Получено слишком много сущностей из Викиданные. Количество загруженных сущностей: 500/500. |
| 151 | Филимоново            | деревня          | Получено слишком много сущностей из Викиданные. Количество загруженных сущностей: 500/500. |
| 152 | Хворостово            | деревня          | Получено слишком много сущностей из Викиданные. Количество загруженных сущностей: 500/500. |
| 153 | Хмелевка              | деревня          | Получено слишком много сущностей из Викиданные. Количество загруженных сущностей: 500/500. |
| 154 | Холщебинка            | деревня          | Получено слишком много сущностей из Викиданные. Количество загруженных сущностей: 500/500. |
| 155 | Хотилово              | село             | Получено слишком много сущностей из Викиданные. Количество загруженных сущностей: 500/500. |
| 156 | Чешово                | деревня          | Получено слишком много сущностей из Викиданные. Количество загруженных сущностей: 500/500. |
| 157 | Широкое               | деревня          | Получено слишком много сущностей из Викиданные. Количество загруженных сущностей: 500/500. |
| 158 | Шляхово               | деревня          | Получено слишком много сущностей из Викиданные. Количество загруженных сущностей: 500/500. |
| 159 | Юсино                 | деревня          | Получено слишком много сущностей из Викиданные. Количество загруженных сущностей: 500/500. |
| 160 | Ям-Григино            | деревня          | Получено слишком много сущностей из Викиданные. Количество загруженных сущностей: 500/500. |
| 161 | Ямник                 | деревня          | Получено слишком много сущностей из Викиданные. Количество загруженных сущностей: 500/500. |

## Жарковский
| №   | Населённый пункт  | Тип     | Население                                                                                  |
| --- | ----------------- | ------- | ------------------------------------------------------------------------------------------ |
| 1   | Абрамовщина       | деревня | Получено слишком много сущностей из Викиданные. Количество загруженных сущностей: 500/500. |
| 2   | Агеево            | деревня | Получено слишком много сущностей из Викиданные. Количество загруженных сущностей: 500/500. |
| 3   | Аксёново          | деревня | Получено слишком много сущностей из Викиданные. Количество загруженных сущностей: 500/500. |
| 4   | Амшара            | деревня | Получено слишком много сущностей из Викиданные. Количество загруженных сущностей: 500/500. |
| 5   | Афонино           | деревня | Получено слишком много сущностей из Викиданные. Количество загруженных сущностей: 500/500. |
| 6   | Барсуки           | посёлок | Получено слишком много сущностей из Викиданные. Количество загруженных сущностей: 500/500. |
| 7   | Барсуки           | деревня | Получено слишком много сущностей из Викиданные. Количество загруженных сущностей: 500/500. |
| 8   | Белейка           | деревня | Получено слишком много сущностей из Викиданные. Количество загруженных сущностей: 500/500. |
| 9   | Березовка         | деревня | Получено слишком много сущностей из Викиданные. Количество загруженных сущностей: 500/500. |
| 10  | Берково           | деревня | Получено слишком много сущностей из Викиданные. Количество загруженных сущностей: 500/500. |
| 11  | Боброво           | деревня | Получено слишком много сущностей из Викиданные. Количество загруженных сущностей: 500/500. |
| 12  | Бобыльщина        | деревня | Получено слишком много сущностей из Викиданные. Количество загруженных сущностей: 500/500. |
| 13  | Большая Железница | деревня | Получено слишком много сущностей из Викиданные. Количество загруженных сущностей: 500/500. |
| 14  | Бубново           | деревня | Получено слишком много сущностей из Викиданные. Количество загруженных сущностей: 500/500. |
| 15  | Булатово          | деревня | Получено слишком много сущностей из Викиданные. Количество загруженных сущностей: 500/500. |
| 16  | Булыки            | деревня | Получено слишком много сущностей из Викиданные. Количество загруженных сущностей: 500/500. |
| 17  | Бухоново          | деревня | Получено слишком много сущностей из Викиданные. Количество загруженных сущностей: 500/500. |
| 18  | Василево          | деревня | Получено слишком много сущностей из Викиданные. Количество загруженных сущностей: 500/500. |
| 19  | Волково           | деревня | Получено слишком много сущностей из Викиданные. Количество загруженных сущностей: 500/500. |
| 20  | Вороны            | деревня | Получено слишком много сущностей из Викиданные. Количество загруженных сущностей: 500/500. |
| 21  | Гаево             | деревня | Получено слишком много сущностей из Викиданные. Количество загруженных сущностей: 500/500. |
| 22  | Гараж             | посёлок | Получено слишком много сущностей из Викиданные. Количество загруженных сущностей: 500/500. |
| 23  | Гатино            | деревня | Получено слишком много сущностей из Викиданные. Количество загруженных сущностей: 500/500. |
| 24  | Горбачево         | деревня | Получено слишком много сущностей из Викиданные. Количество загруженных сущностей: 500/500. |
| 25  | Горки Горбуси     | деревня | Получено слишком много сущностей из Викиданные. Количество загруженных сущностей: 500/500. |
| 26  | Гороватка         | деревня | Получено слишком много сущностей из Викиданные. Количество загруженных сущностей: 500/500. |
| 27  | Городки           | деревня | Получено слишком много сущностей из Викиданные. Количество загруженных сущностей: 500/500. |
| 28  | Горы              | деревня | Получено слишком много сущностей из Викиданные. Количество загруженных сущностей: 500/500. |
| 29  | Гряда             | деревня | Получено слишком много сущностей из Викиданные. Количество загруженных сущностей: 500/500. |
| 30  | Гряда             | деревня | Получено слишком много сущностей из Викиданные. Количество загруженных сущностей: 500/500. |
| 31  | Данилино          | деревня | Получено слишком много сущностей из Викиданные. Количество загруженных сущностей: 500/500. |
| 32  | Добрино           | деревня | Получено слишком много сущностей из Викиданные. Количество загруженных сущностей: 500/500. |
| 33  | Дубоцкое          | деревня | Получено слишком много сущностей из Викиданные. Количество загруженных сущностей: 500/500. |
| 34  | Дуброво           | деревня | Получено слишком много сущностей из Викиданные. Количество загруженных сущностей: 500/500. |
| 35  | Ермошки           | деревня | Получено слишком много сущностей из Викиданные. Количество загруженных сущностей: 500/500. |
| 36  | Жарковский        | пгт     | Получено слишком много сущностей из Викиданные. Количество загруженных сущностей: 500/500. |
| 37  | Заборы            | деревня | Получено слишком много сущностей из Викиданные. Количество загруженных сущностей: 500/500. |
| 38  | Задорье           | деревня | Получено слишком много сущностей из Викиданные. Количество загруженных сущностей: 500/500. |
| 39  | Зеленьково        | деревня | Получено слишком много сущностей из Викиданные. Количество загруженных сущностей: 500/500. |
| 40  | Ижорино           | деревня | Получено слишком много сущностей из Викиданные. Количество загруженных сущностей: 500/500. |
| 41  | Каленидово        | деревня | Получено слишком много сущностей из Викиданные. Количество загруженных сущностей: 500/500. |
| 42  | Камино            | деревня | Получено слишком много сущностей из Викиданные. Количество загруженных сущностей: 500/500. |
| 43  | Кащёнки           | посёлок | Получено слишком много сущностей из Викиданные. Количество загруженных сущностей: 500/500. |
| 44  | Клубово           | деревня | Получено слишком много сущностей из Викиданные. Количество загруженных сущностей: 500/500. |
| 45  | Ковали            | деревня | Получено слишком много сущностей из Викиданные. Количество загруженных сущностей: 500/500. |
| 46  | Козлово           | деревня | Получено слишком много сущностей из Викиданные. Количество загруженных сущностей: 500/500. |
| 47  | Козлово 1         | деревня | Получено слишком много сущностей из Викиданные. Количество загруженных сущностей: 500/500. |
| 48  | Козлово 2         | деревня | Получено слишком много сущностей из Викиданные. Количество загруженных сущностей: 500/500. |
| 49  | Комарово          | деревня | Получено слишком много сущностей из Викиданные. Количество загруженных сущностей: 500/500. |
| 50  | Коровино          | деревня | Получено слишком много сущностей из Викиданные. Количество загруженных сущностей: 500/500. |
| 51  | Королевщина       | деревня | Получено слишком много сущностей из Викиданные. Количество загруженных сущностей: 500/500. |
| 52  | Костино           | деревня | Получено слишком много сущностей из Викиданные. Количество загруженных сущностей: 500/500. |
| 53  | Котовщина         | деревня | Получено слишком много сущностей из Викиданные. Количество загруженных сущностей: 500/500. |
| 54  | Кривая            | посёлок | Получено слишком много сущностей из Викиданные. Количество загруженных сущностей: 500/500. |
| 55  | Кривая Лука       | посёлок | Получено слишком много сущностей из Викиданные. Количество загруженных сущностей: 500/500. |
| 56  | Крутик            | деревня | Получено слишком много сущностей из Викиданные. Количество загруженных сущностей: 500/500. |
| 57  | Крутой Ручей      | деревня | Получено слишком много сущностей из Викиданные. Количество загруженных сущностей: 500/500. |
| 58  | Леоновщина        | деревня | Получено слишком много сущностей из Викиданные. Количество загруженных сущностей: 500/500. |
| 59  | Ломоносово        | деревня | Получено слишком много сущностей из Викиданные. Количество загруженных сущностей: 500/500. |
| 60  | Лонна             | деревня | Получено слишком много сущностей из Викиданные. Количество загруженных сущностей: 500/500. |
| 61  | Лорино            | деревня | Получено слишком много сущностей из Викиданные. Количество загруженных сущностей: 500/500. |
| 62  | Лукьяново         | деревня | Получено слишком много сущностей из Викиданные. Количество загруженных сущностей: 500/500. |
| 63  | Лучане            | деревня | Получено слишком много сущностей из Викиданные. Количество загруженных сущностей: 500/500. |
| 64  | Малая Железница   | деревня | Получено слишком много сущностей из Викиданные. Количество загруженных сущностей: 500/500. |
| 65  | Михалево          | деревня | Получено слишком много сущностей из Викиданные. Количество загруженных сущностей: 500/500. |
| 66  | Морзино           | деревня | Получено слишком много сущностей из Викиданные. Количество загруженных сущностей: 500/500. |
| 67  | Морозово          | деревня | Получено слишком много сущностей из Викиданные. Количество загруженных сущностей: 500/500. |
| 68  | Надобица          | деревня | Получено слишком много сущностей из Викиданные. Количество загруженных сущностей: 500/500. |
| 69  | Нешково           | деревня | Получено слишком много сущностей из Викиданные. Количество загруженных сущностей: 500/500. |
| 70  | Новая             | деревня | Получено слишком много сущностей из Викиданные. Количество загруженных сущностей: 500/500. |
| 71  | Новоселки         | посёлок | Получено слишком много сущностей из Викиданные. Количество загруженных сущностей: 500/500. |
| 72  | Новый Двор        | деревня | Получено слишком много сущностей из Викиданные. Количество загруженных сущностей: 500/500. |
| 73  | Обухово           | деревня | Получено слишком много сущностей из Викиданные. Количество загруженных сущностей: 500/500. |
| 74  | Озеры             | деревня | Получено слишком много сущностей из Викиданные. Количество загруженных сущностей: 500/500. |
| 75  | Ордынок           | посёлок | Получено слишком много сущностей из Викиданные. Количество загруженных сущностей: 500/500. |
| 76  | Ореховщина        | деревня | Получено слишком много сущностей из Викиданные. Количество загруженных сущностей: 500/500. |
| 77  | Пенное            | деревня | Получено слишком много сущностей из Викиданные. Количество загруженных сущностей: 500/500. |
| 78  | Плавенки          | деревня | Получено слишком много сущностей из Викиданные. Количество загруженных сущностей: 500/500. |
| 79  | Полоска           | деревня | Получено слишком много сущностей из Викиданные. Количество загруженных сущностей: 500/500. |
| 80  | Полосы            | деревня | Получено слишком много сущностей из Викиданные. Количество загруженных сущностей: 500/500. |
| 81  | Пригарино         | деревня | Получено слишком много сущностей из Викиданные. Количество загруженных сущностей: 500/500. |
| 82  | Прохоренки        | деревня | Получено слишком много сущностей из Викиданные. Количество загруженных сущностей: 500/500. |
| 83  | Прудок            | деревня | Получено слишком много сущностей из Викиданные. Количество загруженных сущностей: 500/500. |
| 84  | Прусохово         | деревня | Получено слишком много сущностей из Викиданные. Количество загруженных сущностей: 500/500. |
| 85  | Пустошка          | посёлок | Получено слишком много сущностей из Викиданные. Количество загруженных сущностей: 500/500. |
| 86  | Путленки          | деревня | Получено слишком много сущностей из Викиданные. Количество загруженных сущностей: 500/500. |
| 87  | Рудня             | деревня | Получено слишком много сущностей из Викиданные. Количество загруженных сущностей: 500/500. |
| 88  | Рыжково           | деревня | Получено слишком много сущностей из Викиданные. Количество загруженных сущностей: 500/500. |
| 89  | Рысное            | деревня | Получено слишком много сущностей из Викиданные. Количество загруженных сущностей: 500/500. |
| 90  | Селище            | деревня | Получено слишком много сущностей из Викиданные. Количество загруженных сущностей: 500/500. |
| 91  | Сорокино          | деревня | Получено слишком много сущностей из Викиданные. Количество загруженных сущностей: 500/500. |
| 92  | Станы             | деревня | Получено слишком много сущностей из Викиданные. Количество загруженных сущностей: 500/500. |
| 93  | Студенец          | деревня | Получено слишком много сущностей из Викиданные. Количество загруженных сущностей: 500/500. |
| 94  | Сыр               | деревня | Получено слишком много сущностей из Викиданные. Количество загруженных сущностей: 500/500. |
| 95  | Сырово            | деревня | Получено слишком много сущностей из Викиданные. Количество загруженных сущностей: 500/500. |
| 96  | Сычево            | деревня | Получено слишком много сущностей из Викиданные. Количество загруженных сущностей: 500/500. |
| 97  | Таборище          | деревня | Получено слишком много сущностей из Викиданные. Количество загруженных сущностей: 500/500. |
| 98  | Троицкое          | деревня | Получено слишком много сущностей из Викиданные. Количество загруженных сущностей: 500/500. |
| 99  | Уплохово          | деревня | Получено слишком много сущностей из Викиданные. Количество загруженных сущностей: 500/500. |
| 100 | Устье             | деревня | Получено слишком много сущностей из Викиданные. Количество загруженных сущностей: 500/500. |
| 101 | Фадеенки          | деревня | Получено слишком много сущностей из Викиданные. Количество загруженных сущностей: 500/500. |
| 102 | Черетное          | деревня | Получено слишком много сущностей из Викиданные. Количество загруженных сущностей: 500/500. |
| 103 | Шамши             | деревня | Получено слишком много сущностей из Викиданные. Количество загруженных сущностей: 500/500. |
| 104 | Шихотово          | деревня | Получено слишком много сущностей из Викиданные. Количество загруженных сущностей: 500/500. |
| 105 | Щучье             | деревня | Получено слишком много сущностей из Викиданные. Количество загруженных сущностей: 500/500. |

## Зубцовский
| №   | Населённый пункт          | Тип              | Население                                                                                  |
| --- | ------------------------- | ---------------- | ------------------------------------------------------------------------------------------ |
| 1   | Аболешево                 | деревня          | Получено слишком много сущностей из Викиданные. Количество загруженных сущностей: 500/500. |
| 2   | Абрамково                 | деревня          | Получено слишком много сущностей из Викиданные. Количество загруженных сущностей: 500/500. |
| 3   | Абутьково                 | деревня          | Получено слишком много сущностей из Викиданные. Количество загруженных сущностей: 500/500. |
| 4   | Акулино                   | деревня          | Получено слишком много сущностей из Викиданные. Количество загруженных сущностей: 500/500. |
| 5   | Аладино                   | деревня          | Получено слишком много сущностей из Викиданные. Количество загруженных сущностей: 500/500. |
| 6   | Александровка             | деревня          | Получено слишком много сущностей из Викиданные. Количество загруженных сущностей: 500/500. |
| 7   | Александровка             | деревня          | Получено слишком много сущностей из Викиданные. Количество загруженных сущностей: 500/500. |
| 8   | Алексино                  | деревня          | Получено слишком много сущностей из Викиданные. Количество загруженных сущностей: 500/500. |
| 9   | Аннино                    | деревня          | Получено слишком много сущностей из Викиданные. Количество загруженных сущностей: 500/500. |
| 10  | Аннино                    | деревня          | Получено слишком много сущностей из Викиданные. Количество загруженных сущностей: 500/500. |
| 11  | Аннино                    | деревня          | Получено слишком много сущностей из Викиданные. Количество загруженных сущностей: 500/500. |
| 12  | Аполево                   | деревня          | Получено слишком много сущностей из Викиданные. Количество загруженных сущностей: 500/500. |
| 13  | Аристово                  | ж.д. разъезд     | Получено слишком много сущностей из Викиданные. Количество загруженных сущностей: 500/500. |
| 14  | Асужново                  | деревня          | Получено слишком много сущностей из Викиданные. Количество загруженных сущностей: 500/500. |
| 15  | Бабилово                  | деревня          | Получено слишком много сущностей из Викиданные. Количество загруженных сущностей: 500/500. |
| 16  | Балашково                 | деревня          | Получено слишком много сущностей из Викиданные. Количество загруженных сущностей: 500/500. |
| 17  | Бартенево                 | ж.д. разъезд     | Получено слишком много сущностей из Викиданные. Количество загруженных сущностей: 500/500. |
| 18  | Батаково                  | деревня          | Получено слишком много сущностей из Викиданные. Количество загруженных сущностей: 500/500. |
| 19  | Батино                    | деревня          | Получено слишком много сущностей из Викиданные. Количество загруженных сущностей: 500/500. |
| 20  | Безгачево                 | деревня          | Получено слишком много сущностей из Викиданные. Количество загруженных сущностей: 500/500. |
| 21  | Безумово                  | деревня          | Получено слишком много сущностей из Викиданные. Количество загруженных сущностей: 500/500. |
| 22  | Белавино                  | деревня          | Получено слишком много сущностей из Викиданные. Количество загруженных сущностей: 500/500. |
| 23  | Белоглазово               | деревня          | Получено слишком много сущностей из Викиданные. Количество загруженных сущностей: 500/500. |
| 24  | Бельково                  | деревня          | Получено слишком много сущностей из Викиданные. Количество загруженных сущностей: 500/500. |
| 25  | Белянки                   | деревня          | Получено слишком много сущностей из Викиданные. Количество загруженных сущностей: 500/500. |
| 26  | Березниково               | деревня          | Получено слишком много сущностей из Викиданные. Количество загруженных сущностей: 500/500. |
| 27  | Берниково                 | деревня          | Получено слишком много сущностей из Викиданные. Количество загруженных сущностей: 500/500. |
| 28  | Бесикино                  | деревня          | Получено слишком много сущностей из Викиданные. Количество загруженных сущностей: 500/500. |
| 29  | Благинино                 | деревня          | Получено слишком много сущностей из Викиданные. Количество загруженных сущностей: 500/500. |
| 30  | Боброво                   | деревня          | Получено слишком много сущностей из Викиданные. Количество загруженных сущностей: 500/500. |
| 31  | Богуслово                 | деревня          | Получено слишком много сущностей из Викиданные. Количество загруженных сущностей: 500/500. |
| 32  | Болотово                  | деревня          | Получено слишком много сущностей из Викиданные. Количество загруженных сущностей: 500/500. |
| 33  | Болотово                  | деревня          | Получено слишком много сущностей из Викиданные. Количество загруженных сущностей: 500/500. |
| 34  | Болсуново                 | деревня          | Получено слишком много сущностей из Викиданные. Количество загруженных сущностей: 500/500. |
| 35  | Большое Кобяково          | деревня          | Получено слишком много сущностей из Викиданные. Количество загруженных сущностей: 500/500. |
| 36  | Большое Пищалино          | деревня          | Получено слишком много сущностей из Викиданные. Количество загруженных сущностей: 500/500. |
| 37  | Борки                     | деревня          | Получено слишком много сущностей из Викиданные. Количество загруженных сущностей: 500/500. |
| 38  | Борки                     | деревня          | Получено слишком много сущностей из Викиданные. Количество загруженных сущностей: 500/500. |
| 39  | Борщево                   | деревня          | Получено слишком много сущностей из Викиданные. Количество загруженных сущностей: 500/500. |
| 40  | Ботино                    | деревня          | Получено слишком много сущностей из Викиданные. Количество загруженных сущностей: 500/500. |
| 41  | Брычево                   | деревня          | Получено слишком много сущностей из Викиданные. Количество загруженных сущностей: 500/500. |
| 42  | Бубново                   | деревня          | Получено слишком много сущностей из Викиданные. Количество загруженных сущностей: 500/500. |
| 43  | Буево                     | деревня          | Получено слишком много сущностей из Викиданные. Количество загруженных сущностей: 500/500. |
| 44  | Букино                    | деревня          | Получено слишком много сущностей из Викиданные. Количество загруженных сущностей: 500/500. |
| 45  | Быково                    | деревня          | Получено слишком много сущностей из Викиданные. Количество загруженных сущностей: 500/500. |
| 46  | Варюшино                  | деревня          | Получено слишком много сущностей из Викиданные. Количество загруженных сущностей: 500/500. |
| 47  | Васильевское              | деревня          | Получено слишком много сущностей из Викиданные. Количество загруженных сущностей: 500/500. |
| 48  | Вахново                   | деревня          | Получено слишком много сущностей из Викиданные. Количество загруженных сущностей: 500/500. |
| 49  | Вашутино                  | деревня          | Получено слишком много сущностей из Викиданные. Количество загруженных сущностей: 500/500. |
| 50  | Веригино                  | деревня          | Получено слишком много сущностей из Викиданные. Количество загруженных сущностей: 500/500. |
| 51  | Вершино                   | деревня          | Получено слишком много сущностей из Викиданные. Количество загруженных сущностей: 500/500. |
| 52  | Власьево                  | деревня          | Получено слишком много сущностей из Викиданные. Количество загруженных сущностей: 500/500. |
| 53  | Волосово                  | деревня          | Получено слишком много сущностей из Викиданные. Количество загруженных сущностей: 500/500. |
| 54  | Воскресенское             | деревня          | Получено слишком много сущностей из Викиданные. Количество загруженных сущностей: 500/500. |
| 55  | Воскресенское             | деревня          | Получено слишком много сущностей из Викиданные. Количество загруженных сущностей: 500/500. |
| 56  | Выгодово                  | деревня          | Получено слишком много сущностей из Викиданные. Количество загруженных сущностей: 500/500. |
| 57  | Высокино                  | деревня          | Получено слишком много сущностей из Викиданные. Количество загруженных сущностей: 500/500. |
| 58  | Гармоново                 | деревня          | Получено слишком много сущностей из Викиданные. Количество загруженных сущностей: 500/500. |
| 59  | Глебово                   | деревня          | Получено слишком много сущностей из Викиданные. Количество загруженных сущностей: 500/500. |
| 60  | Гнездилово                | деревня          | Получено слишком много сущностей из Викиданные. Количество загруженных сущностей: 500/500. |
| 61  | Головино                  | деревня          | Получено слишком много сущностей из Викиданные. Количество загруженных сущностей: 500/500. |
| 62  | Головково                 | деревня          | Получено слишком много сущностей из Викиданные. Количество загруженных сущностей: 500/500. |
| 63  | Горлово                   | деревня          | Получено слишком много сущностей из Викиданные. Количество загруженных сущностей: 500/500. |
| 64  | Горшково                  | деревня          | Получено слишком много сущностей из Викиданные. Количество загруженных сущностей: 500/500. |
| 65  | Гостовня                  | деревня          | Получено слишком много сущностей из Викиданные. Количество загруженных сущностей: 500/500. |
| 66  | Григорово                 | деревня          | Получено слишком много сущностей из Викиданные. Количество загруженных сущностей: 500/500. |
| 67  | Губинка                   | деревня          | Получено слишком много сущностей из Викиданные. Количество загруженных сущностей: 500/500. |
| 68  | Гусево                    | деревня          | Получено слишком много сущностей из Викиданные. Количество загруженных сущностей: 500/500. |
| 69  | Давыдково                 | деревня          | Получено слишком много сущностей из Викиданные. Количество загруженных сущностей: 500/500. |
| 70  | Дальнее                   | деревня          | Получено слишком много сущностей из Викиданные. Количество загруженных сущностей: 500/500. |
| 71  | Денежное                  | деревня          | Получено слишком много сущностей из Викиданные. Количество загруженных сущностей: 500/500. |
| 72  | Денисово                  | деревня          | Получено слишком много сущностей из Викиданные. Количество загруженных сущностей: 500/500. |
| 73  | Дерибино                  | деревня          | Получено слишком много сущностей из Викиданные. Количество загруженных сущностей: 500/500. |
| 74  | Дмитрово                  | деревня          | Получено слишком много сущностей из Викиданные. Количество загруженных сущностей: 500/500. |
| 75  | Добрынино                 | деревня          | Получено слишком много сущностей из Викиданные. Количество загруженных сущностей: 500/500. |
| 76  | Дорожаево                 | деревня          | Получено слишком много сущностей из Викиданные. Количество загруженных сущностей: 500/500. |
| 77  | Дорофеево                 | деревня          | Получено слишком много сущностей из Викиданные. Количество загруженных сущностей: 500/500. |
| 78  | Дубакино                  | деревня          | Получено слишком много сущностей из Викиданные. Количество загруженных сущностей: 500/500. |
| 79  | Дубровка                  | деревня          | Получено слишком много сущностей из Викиданные. Количество загруженных сущностей: 500/500. |
| 80  | Дурнево                   | деревня          | Получено слишком много сущностей из Викиданные. Количество загруженных сущностей: 500/500. |
| 81  | Жданово                   | деревня          | Получено слишком много сущностей из Викиданные. Количество загруженных сущностей: 500/500. |
| 82  | Желнино                   | деревня          | Получено слишком много сущностей из Викиданные. Количество загруженных сущностей: 500/500. |
| 83  | Желудово                  | деревня          | Получено слишком много сущностей из Викиданные. Количество загруженных сущностей: 500/500. |
| 84  | Житново                   | деревня          | Получено слишком много сущностей из Викиданные. Количество загруженных сущностей: 500/500. |
| 85  | Жуково                    | деревня          | Получено слишком много сущностей из Викиданные. Количество загруженных сущностей: 500/500. |
| 86  | Заборово                  | деревня          | Получено слишком много сущностей из Викиданные. Количество загруженных сущностей: 500/500. |
| 87  | Запруднево                | деревня          | Получено слишком много сущностей из Викиданные. Количество загруженных сущностей: 500/500. |
| 88  | Зеленьково                | деревня          | Получено слишком много сущностей из Викиданные. Количество загруженных сущностей: 500/500. |
| 89  | Землероб                  | деревня          | Получено слишком много сущностей из Викиданные. Количество загруженных сущностей: 500/500. |
| 90  | Зеновское                 | деревня          | Получено слишком много сущностей из Викиданные. Количество загруженных сущностей: 500/500. |
| 91  | Золотилово                | деревня          | Получено слишком много сущностей из Викиданные. Количество загруженных сущностей: 500/500. |
| 92  | Золотилово                | деревня          | Получено слишком много сущностей из Викиданные. Количество загруженных сущностей: 500/500. |
| 93  | Зубово                    | деревня          | Получено слишком много сущностей из Викиданные. Количество загруженных сущностей: 500/500. |
| 94  | Зубцов                    | город            | Получено слишком много сущностей из Викиданные. Количество загруженных сущностей: 500/500. |
| 95  | Зуево                     | деревня          | Получено слишком много сущностей из Викиданные. Количество загруженных сущностей: 500/500. |
| 96  | Ивановское                | деревня          | Получено слишком много сущностей из Викиданные. Количество загруженных сущностей: 500/500. |
| 97  | Иванцево                  | деревня          | Получено слишком много сущностей из Викиданные. Количество загруженных сущностей: 500/500. |
| 98  | Иваньково                 | деревня          | Получено слишком много сущностей из Викиданные. Количество загруженных сущностей: 500/500. |
| 99  | Ивашково                  | деревня          | Получено слишком много сущностей из Викиданные. Количество загруженных сущностей: 500/500. |
| 100 | Игнатово                  | деревня          | Получено слишком много сущностей из Викиданные. Количество загруженных сущностей: 500/500. |
| 101 | Игубново                  | деревня          | Получено слишком много сущностей из Викиданные. Количество загруженных сущностей: 500/500. |
| 102 | Исаково                   | деревня          | Получено слишком много сущностей из Викиданные. Количество загруженных сущностей: 500/500. |
| 103 | Истратово                 | деревня          | Получено слишком много сущностей из Викиданные. Количество загруженных сущностей: 500/500. |
| 104 | Казаркино                 | деревня          | Получено слишком много сущностей из Викиданные. Количество загруженных сущностей: 500/500. |
| 105 | Калачево                  | деревня          | Получено слишком много сущностей из Викиданные. Количество загруженных сущностей: 500/500. |
| 106 | Калачево                  | деревня          | Получено слишком много сущностей из Викиданные. Количество загруженных сущностей: 500/500. |
| 107 | Карабаново                | деревня          | Получено слишком много сущностей из Викиданные. Количество загруженных сущностей: 500/500. |
| 108 | Карамзино                 | деревня          | Получено слишком много сущностей из Викиданные. Количество загруженных сущностей: 500/500. |
| 109 | Карамзино                 | деревня          | Получено слишком много сущностей из Викиданные. Количество загруженных сущностей: 500/500. |
| 110 | Каргашино                 | деревня          | Получено слишком много сущностей из Викиданные. Количество загруженных сущностей: 500/500. |
| 111 | Карпово                   | деревня          | Получено слишком много сущностей из Викиданные. Количество загруженных сущностей: 500/500. |
| 112 | Кашенцево                 | деревня          | Получено слишком много сущностей из Викиданные. Количество загруженных сущностей: 500/500. |
| 113 | Кашенцево                 | деревня          | Получено слишком много сущностей из Викиданные. Количество загруженных сущностей: 500/500. |
| 114 | Княжьи Горы               | село             | Получено слишком много сущностей из Викиданные. Количество загруженных сущностей: 500/500. |
| 115 | Ковригино                 | деревня          | Получено слишком много сущностей из Викиданные. Количество загруженных сущностей: 500/500. |
| 116 | Ковшово                   | деревня          | Получено слишком много сущностей из Викиданные. Количество загруженных сущностей: 500/500. |
| 117 | Козлово                   | деревня          | Получено слишком много сущностей из Викиданные. Количество загруженных сущностей: 500/500. |
| 118 | Колесниково               | деревня          | Получено слишком много сущностей из Викиданные. Количество загруженных сущностей: 500/500. |
| 119 | Колчеватики               | деревня          | Получено слишком много сущностей из Викиданные. Количество загруженных сущностей: 500/500. |
| 120 | Кондраково                | деревня          | Получено слишком много сущностей из Викиданные. Количество загруженных сущностей: 500/500. |
| 121 | Коньково                  | деревня          | Получено слишком много сущностей из Викиданные. Количество загруженных сущностей: 500/500. |
| 122 | Коптево                   | деревня          | Получено слишком много сущностей из Викиданные. Количество загруженных сущностей: 500/500. |
| 123 | Копылово                  | деревня          | Получено слишком много сущностей из Викиданные. Количество загруженных сущностей: 500/500. |
| 124 | Коровкино                 | деревня          | Получено слишком много сущностей из Викиданные. Количество загруженных сущностей: 500/500. |
| 125 | Коротнево                 | деревня          | Получено слишком много сущностей из Викиданные. Количество загруженных сущностей: 500/500. |
| 126 | Корчмидово                | деревня          | Получено слишком много сущностей из Викиданные. Количество загруженных сущностей: 500/500. |
| 127 | Коршиково                 | деревня          | Получено слишком много сущностей из Викиданные. Количество загруженных сущностей: 500/500. |
| 128 | Коршиково                 | деревня          | Получено слишком много сущностей из Викиданные. Количество загруженных сущностей: 500/500. |
| 129 | Костино                   | деревня          | Получено слишком много сущностей из Викиданные. Количество загруженных сущностей: 500/500. |
| 130 | Костино                   | деревня          | Получено слишком много сущностей из Викиданные. Количество загруженных сущностей: 500/500. |
| 131 | Коськово                  | деревня          | Получено слишком много сущностей из Викиданные. Количество загруженных сущностей: 500/500. |
| 132 | Коськово                  | деревня          | Получено слишком много сущностей из Викиданные. Количество загруженных сущностей: 500/500. |
| 133 | Кошелево                  | деревня          | Получено слишком много сущностей из Викиданные. Количество загруженных сущностей: 500/500. |
| 134 | Красново                  | деревня          | Получено слишком много сущностей из Викиданные. Количество загруженных сущностей: 500/500. |
| 135 | Красный Сад               | деревня          | Получено слишком много сущностей из Викиданные. Количество загруженных сущностей: 500/500. |
| 136 | Красный Холм              | деревня          | Получено слишком много сущностей из Викиданные. Количество загруженных сущностей: 500/500. |
| 137 | Крюково                   | деревня          | Получено слишком много сущностей из Викиданные. Количество загруженных сущностей: 500/500. |
| 138 | Кузьминка                 | деревня          | Получено слишком много сущностей из Викиданные. Количество загруженных сущностей: 500/500. |
| 139 | Кузьминово                | деревня          | Получено слишком много сущностей из Викиданные. Количество загруженных сущностей: 500/500. |
| 140 | Кулотино                  | деревня          | Получено слишком много сущностей из Викиданные. Количество загруженных сущностей: 500/500. |
| 141 | Курково                   | разъезд          | Получено слишком много сущностей из Викиданные. Количество загруженных сущностей: 500/500. |
| 142 | Курьково                  | деревня          | Получено слишком много сущностей из Викиданные. Количество загруженных сущностей: 500/500. |
| 143 | Кучино                    | деревня          | Получено слишком много сущностей из Викиданные. Количество загруженных сущностей: 500/500. |
| 144 | Леоново                   | деревня          | Получено слишком много сущностей из Викиданные. Количество загруженных сущностей: 500/500. |
| 145 | Лесково                   | деревня          | Получено слишком много сущностей из Викиданные. Количество загруженных сущностей: 500/500. |
| 146 | Лещихино                  | деревня          | Получено слишком много сущностей из Викиданные. Количество загруженных сущностей: 500/500. |
| 147 | Логвино                   | деревня          | Получено слишком много сущностей из Викиданные. Количество загруженных сущностей: 500/500. |
| 148 | Логово                    | деревня          | Получено слишком много сущностей из Викиданные. Количество загруженных сущностей: 500/500. |
| 149 | Лужки                     | деревня          | Получено слишком много сущностей из Викиданные. Количество загруженных сущностей: 500/500. |
| 150 | Луковниково               | деревня          | Получено слишком много сущностей из Викиданные. Количество загруженных сущностей: 500/500. |
| 151 | Лукьяново                 | деревня          | Получено слишком много сущностей из Викиданные. Количество загруженных сущностей: 500/500. |
| 152 | Лунево                    | деревня          | Получено слишком много сущностей из Викиданные. Количество загруженных сущностей: 500/500. |
| 153 | Лучково                   | деревня          | Получено слишком много сущностей из Викиданные. Количество загруженных сущностей: 500/500. |
| 154 | Люшино                    | деревня          | Получено слишком много сущностей из Викиданные. Количество загруженных сущностей: 500/500. |
| 155 | Максимково                | деревня          | Получено слишком много сущностей из Викиданные. Количество загруженных сущностей: 500/500. |
| 156 | Малое Кобяково            | деревня          | Получено слишком много сущностей из Викиданные. Количество загруженных сущностей: 500/500. |
| 157 | Малое Коробино            | деревня          | Получено слишком много сущностей из Викиданные. Количество загруженных сущностей: 500/500. |
| 158 | Малое Пищалино            | деревня          | Получено слишком много сущностей из Викиданные. Количество загруженных сущностей: 500/500. |
| 159 | Марково                   | деревня          | Получено слишком много сущностей из Викиданные. Количество загруженных сущностей: 500/500. |
| 160 | Маслова Гора              | деревня          | Получено слишком много сущностей из Викиданные. Количество загруженных сущностей: 500/500. |
| 161 | Матюгино                  | деревня          | Получено слишком много сущностей из Викиданные. Количество загруженных сущностей: 500/500. |
| 162 | Матюково                  | деревня          | Получено слишком много сущностей из Викиданные. Количество загруженных сущностей: 500/500. |
| 163 | Машутино                  | деревня          | Получено слишком много сущностей из Викиданные. Количество загруженных сущностей: 500/500. |
| 164 | Мерейкино                 | деревня          | Получено слишком много сущностей из Викиданные. Количество загруженных сущностей: 500/500. |
| 165 | Митино                    | деревня          | Получено слишком много сущностей из Викиданные. Количество загруженных сущностей: 500/500. |
| 166 | Михальки                  | деревня          | Получено слишком много сущностей из Викиданные. Количество загруженных сущностей: 500/500. |
| 167 | Мишино                    | деревня          | Получено слишком много сущностей из Викиданные. Количество загруженных сущностей: 500/500. |
| 168 | Мозгово                   | деревня          | Получено слишком много сущностей из Викиданные. Количество загруженных сущностей: 500/500. |
| 169 | Мозжарино                 | деревня          | Получено слишком много сущностей из Викиданные. Количество загруженных сущностей: 500/500. |
| 170 | Молозвино                 | деревня          | Получено слишком много сущностей из Викиданные. Количество загруженных сущностей: 500/500. |
| 171 | Мотилово                  | деревня          | Получено слишком много сущностей из Викиданные. Количество загруженных сущностей: 500/500. |
| 172 | Мякотино                  | деревня          | Получено слишком много сущностей из Викиданные. Количество загруженных сущностей: 500/500. |
| 173 | Мякшево                   | деревня          | Получено слишком много сущностей из Викиданные. Количество загруженных сущностей: 500/500. |
| 174 | Мямлино                   | деревня          | Получено слишком много сущностей из Викиданные. Количество загруженных сущностей: 500/500. |
| 175 | Назаркино                 | деревня          | Получено слишком много сущностей из Викиданные. Количество загруженных сущностей: 500/500. |
| 176 | Нарядово                  | деревня          | Получено слишком много сущностей из Викиданные. Количество загруженных сущностей: 500/500. |
| 177 | Нефедьево                 | деревня          | Получено слишком много сущностей из Викиданные. Количество загруженных сущностей: 500/500. |
| 178 | Никифоровское             | деревня          | Получено слишком много сущностей из Викиданные. Количество загруженных сущностей: 500/500. |
| 179 | Николо-Пустынь            | деревня          | Получено слишком много сущностей из Викиданные. Количество загруженных сущностей: 500/500. |
| 180 | Никольское                | деревня          | Получено слишком много сущностей из Викиданные. Количество загруженных сущностей: 500/500. |
| 181 | Новое                     | деревня          | Получено слишком много сущностей из Викиданные. Количество загруженных сущностей: 500/500. |
| 182 | Новое                     | деревня          | Получено слишком много сущностей из Викиданные. Количество загруженных сущностей: 500/500. |
| 183 | Новое Карганово           | деревня          | Получено слишком много сущностей из Викиданные. Количество загруженных сущностей: 500/500. |
| 184 | Новое Устиново            | деревня          | Получено слишком много сущностей из Викиданные. Количество загруженных сущностей: 500/500. |
| 185 | Новоселово                | деревня          | Получено слишком много сущностей из Викиданные. Количество загруженных сущностей: 500/500. |
| 186 | Носово                    | деревня          | Получено слишком много сущностей из Викиданные. Количество загруженных сущностей: 500/500. |
| 187 | Обовражье                 | ж.д. разъезд     | Получено слишком много сущностей из Викиданные. Количество загруженных сущностей: 500/500. |
| 188 | Ожибоково                 | деревня          | Получено слишком много сущностей из Викиданные. Количество загруженных сущностей: 500/500. |
| 189 | Озерецкое                 | деревня          | Получено слишком много сущностей из Викиданные. Количество загруженных сущностей: 500/500. |
| 190 | Озерянки                  | деревня          | Получено слишком много сущностей из Викиданные. Количество загруженных сущностей: 500/500. |
| 191 | Орловка                   | деревня          | Получено слишком много сущностей из Викиданные. Количество загруженных сущностей: 500/500. |
| 192 | Ошурково                  | деревня          | Получено слишком много сущностей из Викиданные. Количество загруженных сущностей: 500/500. |
| 193 | Панюково                  | деревня          | Получено слишком много сущностей из Викиданные. Количество загруженных сущностей: 500/500. |
| 194 | Паршино                   | деревня          | Получено слишком много сущностей из Викиданные. Количество загруженных сущностей: 500/500. |
| 195 | Пашутино                  | деревня          | Получено слишком много сущностей из Викиданные. Количество загруженных сущностей: 500/500. |
| 196 | Пестово                   | деревня          | Получено слишком много сущностей из Викиданные. Количество загруженных сущностей: 500/500. |
| 197 | Петровское                | деревня          | Получено слишком много сущностей из Викиданные. Количество загруженных сущностей: 500/500. |
| 198 | Печеры                    | деревня          | Получено слишком много сущностей из Викиданные. Количество загруженных сущностей: 500/500. |
| 199 | Пищалино                  | деревня          | Получено слишком много сущностей из Викиданные. Количество загруженных сущностей: 500/500. |
| 200 | Плюснинское               | деревня          | Получено слишком много сущностей из Викиданные. Количество загруженных сущностей: 500/500. |
| 201 | Погорелое Городище        | село             | Получено слишком много сущностей из Викиданные. Количество загруженных сущностей: 500/500. |
| 202 | Поддубное                 | деревня          | Получено слишком много сущностей из Викиданные. Количество загруженных сущностей: 500/500. |
| 203 | Покров                    | деревня          | Получено слишком много сущностей из Викиданные. Количество загруженных сущностей: 500/500. |
| 204 | Полухтино                 | деревня          | Получено слишком много сущностей из Викиданные. Количество загруженных сущностей: 500/500. |
| 205 | Попайлово                 | деревня          | Получено слишком много сущностей из Викиданные. Количество загруженных сущностей: 500/500. |
| 206 | Порожки                   | деревня          | Получено слишком много сущностей из Викиданные. Количество загруженных сущностей: 500/500. |
| 207 | Почурино                  | деревня          | Получено слишком много сущностей из Викиданные. Количество загруженных сущностей: 500/500. |
| 208 | Праслово                  | деревня          | Получено слишком много сущностей из Викиданные. Количество загруженных сущностей: 500/500. |
| 209 | Приволжье                 | деревня          | Получено слишком много сущностей из Викиданные. Количество загруженных сущностей: 500/500. |
| 210 | Пыльниково                | деревня          | Получено слишком много сущностей из Викиданные. Количество загруженных сущностей: 500/500. |
| 211 | Раково                    | деревня          | Получено слишком много сущностей из Викиданные. Количество загруженных сущностей: 500/500. |
| 212 | Ревякино                  | деревня          | Получено слишком много сущностей из Викиданные. Количество загруженных сущностей: 500/500. |
| 213 | Ровное                    | деревня          | Получено слишком много сущностей из Викиданные. Количество загруженных сущностей: 500/500. |
| 214 | Ромушково                 | деревня          | Получено слишком много сущностей из Викиданные. Количество загруженных сущностей: 500/500. |
| 215 | Русаково                  | деревня          | Получено слишком много сущностей из Викиданные. Количество загруженных сущностей: 500/500. |
| 216 | Рыльцево                  | деревня          | Получено слишком много сущностей из Викиданные. Количество загруженных сущностей: 500/500. |
| 217 | Рябинки                   | деревня          | Получено слишком много сущностей из Викиданные. Количество загруженных сущностей: 500/500. |
| 218 | Саблино                   | деревня          | Получено слишком много сущностей из Викиданные. Количество загруженных сущностей: 500/500. |
| 219 | Салино                    | деревня          | Получено слишком много сущностей из Викиданные. Количество загруженных сущностей: 500/500. |
| 220 | Саурово                   | деревня          | Получено слишком много сущностей из Викиданные. Количество загруженных сущностей: 500/500. |
| 221 | Селиванцево               | деревня          | Получено слишком много сущностей из Викиданные. Количество загруженных сущностей: 500/500. |
| 222 | Селяево                   | деревня          | Получено слишком много сущностей из Викиданные. Количество загруженных сущностей: 500/500. |
| 223 | Семеновское               | деревня          | Получено слишком много сущностей из Викиданные. Количество загруженных сущностей: 500/500. |
| 224 | Серговское                | деревня          | Получено слишком много сущностей из Викиданные. Количество загруженных сущностей: 500/500. |
| 225 | Сидоровка                 | деревня          | Получено слишком много сущностей из Викиданные. Количество загруженных сущностей: 500/500. |
| 226 | Синицыно                  | деревня          | Получено слишком много сущностей из Викиданные. Количество загруженных сущностей: 500/500. |
| 227 | Слабцово                  | деревня          | Получено слишком много сущностей из Викиданные. Количество загруженных сущностей: 500/500. |
| 228 | Сновидово                 | деревня          | Получено слишком много сущностей из Викиданные. Количество загруженных сущностей: 500/500. |
| 229 | Сосунково                 | деревня          | Получено слишком много сущностей из Викиданные. Количество загруженных сущностей: 500/500. |
| 230 | Старое                    | деревня          | Получено слишком много сущностей из Викиданные. Количество загруженных сущностей: 500/500. |
| 231 | Старое Карганово          | деревня          | Получено слишком много сущностей из Викиданные. Количество загруженных сущностей: 500/500. |
| 232 | Старое Устиново           | деревня          | Получено слишком много сущностей из Викиданные. Количество загруженных сущностей: 500/500. |
| 233 | Старые Горки              | деревня          | Получено слишком много сущностей из Викиданные. Количество загруженных сущностей: 500/500. |
| 234 | Стеклятино                | деревня          | Получено слишком много сущностей из Викиданные. Количество загруженных сущностей: 500/500. |
| 235 | Столипино                 | деревня          | Получено слишком много сущностей из Викиданные. Количество загруженных сущностей: 500/500. |
| 236 | Столипино                 | деревня          | Получено слишком много сущностей из Викиданные. Количество загруженных сущностей: 500/500. |
| 237 | Стрелки                   | деревня          | Получено слишком много сущностей из Викиданные. Количество загруженных сущностей: 500/500. |
| 238 | Стрельниково              | деревня          | Получено слишком много сущностей из Викиданные. Количество загруженных сущностей: 500/500. |
| 239 | Ступино                   | деревня          | Получено слишком много сущностей из Викиданные. Количество загруженных сущностей: 500/500. |
| 240 | Тимонино                  | деревня          | Получено слишком много сущностей из Викиданные. Количество загруженных сущностей: 500/500. |
| 241 | Троицкое                  | деревня          | Получено слишком много сущностей из Викиданные. Количество загруженных сущностей: 500/500. |
| 242 | Тростино                  | деревня          | Получено слишком много сущностей из Викиданные. Количество загруженных сущностей: 500/500. |
| 243 | Тупицыно                  | деревня          | Получено слишком много сущностей из Викиданные. Количество загруженных сущностей: 500/500. |
| 244 | Ульяново                  | деревня          | Получено слишком много сущностей из Викиданные. Количество загруженных сущностей: 500/500. |
| 245 | Устье                     | деревня          | Получено слишком много сущностей из Викиданные. Количество загруженных сущностей: 500/500. |
| 246 | Фёдоровское               | деревня          | Получено слишком много сущностей из Викиданные. Количество загруженных сущностей: 500/500. |
| 247 | Фомино-Городище           | деревня          | Получено слишком много сущностей из Викиданные. Количество загруженных сущностей: 500/500. |
| 248 | Харькино                  | деревня          | Получено слишком много сущностей из Викиданные. Количество загруженных сущностей: 500/500. |
| 249 | Хлебоприёмное Предприятие | населённый пункт | Получено слишком много сущностей из Викиданные. Количество загруженных сущностей: 500/500. |
| 250 | Хлопово Городище          | село             | Получено слишком много сущностей из Викиданные. Количество загруженных сущностей: 500/500. |
| 251 | Хорошая                   | деревня          | Получено слишком много сущностей из Викиданные. Количество загруженных сущностей: 500/500. |
| 252 | Черенково                 | деревня          | Получено слишком много сущностей из Викиданные. Количество загруженных сущностей: 500/500. |
| 253 | Черкуново                 | деревня          | Получено слишком много сущностей из Викиданные. Количество загруженных сущностей: 500/500. |
| 254 | Черниково                 | деревня          | Получено слишком много сущностей из Викиданные. Количество загруженных сущностей: 500/500. |
| 255 | Чибичкино                 | деревня          | Получено слишком много сущностей из Викиданные. Количество загруженных сущностей: 500/500. |
| 256 | Чичаково                  | деревня          | Получено слишком много сущностей из Викиданные. Количество загруженных сущностей: 500/500. |
| 257 | Чунегово                  | деревня          | Получено слишком много сущностей из Викиданные. Количество загруженных сущностей: 500/500. |
| 258 | Шапино                    | деревня          | Получено слишком много сущностей из Викиданные. Количество загруженных сущностей: 500/500. |
| 259 | Шарлаево                  | деревня          | Получено слишком много сущностей из Викиданные. Количество загруженных сущностей: 500/500. |
| 260 | Шевцово                   | деревня          | Получено слишком много сущностей из Викиданные. Количество загруженных сущностей: 500/500. |
| 261 | Шепелево                  | деревня          | Получено слишком много сущностей из Викиданные. Количество загруженных сущностей: 500/500. |
| 262 | Ширкино                   | деревня          | Получено слишком много сущностей из Викиданные. Количество загруженных сущностей: 500/500. |
| 263 | Шишкино                   | деревня          | Получено слишком много сущностей из Викиданные. Количество загруженных сущностей: 500/500. |
| 264 | Шоша                      | деревня          | Получено слишком много сущностей из Викиданные. Количество загруженных сущностей: 500/500. |
| 265 | Щеколдино                 | деревня          | Получено слишком много сущностей из Викиданные. Количество загруженных сущностей: 500/500. |
| 266 | Юрино                     | деревня          | Получено слишком много сущностей из Викиданные. Количество загруженных сущностей: 500/500. |
| 267 | Юркино                    | деревня          | Получено слишком много сущностей из Викиданные. Количество загруженных сущностей: 500/500. |
| 268 | Юркино                    | деревня          | Получено слишком много сущностей из Викиданные. Количество загруженных сущностей: 500/500. |
| 269 | Юрьевское                 | деревня          | Получено слишком много сущностей из Викиданные. Количество загруженных сущностей: 500/500. |
| 270 | Ягодино                   | деревня          | Получено слишком много сущностей из Викиданные. Количество загруженных сущностей: 500/500. |
| 271 | Яйково                    | деревня          | Получено слишком много сущностей из Викиданные. Количество загруженных сущностей: 500/500. |
| 272 | Якутино                   | деревня          | Получено слишком много сущностей из Викиданные. Количество загруженных сущностей: 500/500. |